# Lijst van optredens van Tröckener Kecks
Deze pagina toont een overzicht van alle optredens van de Tröckener Kecks, van het eerste optreden in Oktopus (Amsterdam) in 1980 tot en met de afscheidstour in 2001.

## 1980
| DATUM      | LOCATIE      | PLAATS     | LAND | EXTRA INFO                      | ANDERE BANDS   |
| ---------- | ------------ | ---------- | ---- | ------------------------------- | -------------- |
| 1980-11-01 | Oktopus      | Amsterdam  | NL   | Eerste optreden Tröckener Kecks | De Stoeps      |
| 1980-11-22 | Simplon      | Groningen  | NL   |                                 | Intensive Care |
| 1980-12-16 | Streekschool | Amstelveen | NL   |                                 |                |
| 1980-12-16 | IVKO         | Amsterdam  | NL   |                                 | Kapsones       |
| 1980-12-19 | Catena       | Leiden     | NL   |                                 | Intensive Care |
| 1980-12-20 | JC De Bor    | De Goorn   | NL   |                                 | Workmates      |

## 1981
| DATUM      | LOCATIE                | PLAATS       | LAND | EXTRA INFO                      | ANDERE BANDS                                         |
| ---------- | ---------------------- | ------------ | ---- | ------------------------------- | ---------------------------------------------------- |
| 1981-01-03 | Kraakkafé              | Amstelveen   | NL   |                                 | Supporting Act, Desert Regime, Longhair Kojakz       |
| 1981-01-17 | Parkhof                | Alkmaar      | NL   |                                 | Obsessions                                           |
| 1981-01-23 | 't Kros                | Roosendaal   | NL   |                                 | Cheap 'n Nasty                                       |
| 1981-01-24 | De Loods               | Wervershoof  | NL   |                                 | The Streetbeats (van Jan Rot), White Lines           |
| 1981-01-30 | De Kazemat             | Hoevelaken   | NL   |                                 | Nitwitz                                              |
| 1981-01-31 | Kwot                   | Grootebroek  | NL   |                                 | Pink Plastic & Panties                               |
| 1981-02-14 | Drieluik               | Zaandam      | NL   |                                 | Obsessions                                           |
| 1981-02-20 | Bajes                  | Amstelveen   | NL   |                                 | Move MP                                              |
| 1981-02-21 | LVC                    | Leiden       | NL   | Punkcafé                        | Nitwitz                                              |
| 1981-03-07 | Oktopus                | Amsterdam    | NL   |                                 | Psychamesh                                           |
| 1981-03-07 | Groote Keyser          | Amsterdam    | NL   |                                 | Bugs                                                 |
| 1981-03-12 | Paradiso               | Amsterdam    | NL   |                                 | Intensive Care                                       |
| 1981-03-14 | Kraakpand De Wielingen | Amsterdam    | NL   | LP opname "Wielingen Walgt"     | Tröckener Kecks, The Ex, Nitwitz en Götterflies      |
| 1981-03-17 | Exit                   | Rotterdam    | NL   |                                 | Eton Crop                                            |
| 1981-03-20 | Arsenaal               | Woerden      | NL   |                                 | Human                                                |
| 1981-03-20 | Babylon                | Woerden      | NL   |                                 |                                                      |
| 1981-03-26 | Uilenstede             | Amstelveen   | NL   |                                 |                                                      |
| 1981-03-27 | Babylon                | Woerden      | NL   |                                 |                                                      |
| 1981-04-11 | Parkhof                | Alkmaar      | NL   |                                 | Hollands Glorie                                      |
| 1981-04-11 | 't Kijkhuis            | Tilburg      | NL   |                                 | Drastics                                             |
| 1981-04-17 | D.A.F.                 | Haarlem      | NL   |                                 | Ivy Green                                            |
| 1981-04-18 | Babylon                | Woerden      | NL   |                                 | Real Insects                                         |
| 1981-04-23 | Paradiso               | Amsterdam    | NL   | "WERKEN is Niet Leuk"           | The Lid, Intensive Care, The Tapes, Bugs, The Blitzz |
| 1981-04-30 | O.J.C. Shiva           | Uithoorn     | NL   | Koninginnedag                   | Eton Crop                                            |
| 1981-04-30 | Babylon                | Woerden      | NL   |                                 | Support Act                                          |
| 1981-05-07 | Paradiso               | Amsterdam    | NL   | D-Day                           | Intensive Care                                       |
| 1981-05-09 | RAI                    | Amsterdam    | NL   |                                 | Nitwitz                                              |
| 1981-05-22 | Disco Bizar            | Amsterdam    | NL   |                                 |                                                      |
| 1981-05-29 | De Bolder              | Monnickendam | NL   |                                 |                                                      |
| 1981-06-06 | Winkel Plaatwerk       | Amsterdam    | NL   |                                 | Kapsones                                             |
| 1981-06-06 |                        | Vinkeveen    | NL   | Feest                           | Eton Crop                                            |
| 1981-06-08 | Galerie Amok           | Amsterdam    | NL   |                                 | Kapsones                                             |
| 1981-06-12 | Troll                  | Hoorn        | NL   |                                 |                                                      |
| 1981-06-21 | Noordeinde             | Leiden       | NL   |                                 | Kut                                                  |
| 1981-07-10 | Arnoldushoeve          | Hoofddorp    | NL   |                                 | Eton Crop                                            |
| 1981-07-11 | Lindehoeve             | Voorschoten  | NL   |                                 |                                                      |
| 1981-08-08 | Asie                   | Den Burg     | NL   |                                 | Peasants                                             |
| 1981-08-19 | Paradiso               | Amsterdam    | NL   |                                 | Panic Special                                        |
| 1981-08-24 | Rode Steen             | Hoorn        | NL   |                                 |                                                      |
| 1981-08-26 | 't Seepaert            | Amsterdam    | NL   |                                 |                                                      |
| 1981-09-05 | Babylon                | Woerden      | NL   |                                 |                                                      |
| 1981-09-11 | Drieluik               | Zaandam      | NL   |                                 | A4                                                   |
| 1981-09-18 | Speeltuin De Lente     | Aalsmeer     | NL   |                                 | Eton Crop                                            |
| 1981-09-19 | Oktopus                | Amsterdam    | NL   |                                 | Studs                                                |
| 1981-09-19 | Arnoldushoeve          | Hoofddorp    | NL   |                                 | Eton Crop                                            |
| 1981-09-26 | Simplon                | Groningen    | NL   |                                 | Eton Crop                                            |
| 1981-10-02 | DAC                    | Haarlem      | NL   |                                 | Cheap 'n Nasty                                       |
| 1981-10-03 | Keyhole                | Bergum       | NL   |                                 |                                                      |
| 1981-10-03 | Stadsgehoorzaal        | Leiden       | NL   |                                 |                                                      |
| 1981-10-11 | Casino                 | Den Bosch    | NL   |                                 | The Undertones                                       |
| 1981-10-17 | Stokvishal             | Arnhem       | NL   |                                 | Nitwitz                                              |
| 1981-10-18 | De Posthoorn           | Amsterdam    | NL   |                                 | Nitwitz, Ready Mix                                   |
| 1981-11-14 | Hedon                  | Zwolle       | NL   |                                 | Eton Crop                                            |
| 1981-11-16 | Paradiso               | Amsterdam    | NL   |                                 | UK Subs                                              |
| 1981-12-20 | Queen's Hall           | Leeds        | UK   |                                 | The Damned, UK Subs                                  |
| 1981-12-21 | Marples                | Sheffield    | UK   | Christmas Charity Concert       | UK Subs, Angelic Upstarts                            |
| 1981-12-00 | Jeugdcentrum De Bussel | Huissen      | NL   | datum onbekend, na Schliessbaum |                                                      |

## 1982
| DATUM      | LOCATIE          | PLAATS        | LAND | EXTRA INFO                                      | ANDERE BANDS                 |
| ---------- | ---------------- | ------------- | ---- | ----------------------------------------------- | ---------------------------- |
| 1982-01-20 | Babylon          | Woerden       | NL   |                                                 |                              |
| 1982-04-20 | Babylon          | Hengelo       | NL   |                                                 | Eton Crop                    |
| 1982-04-23 | O'16             | Voorburg      | NL   |                                                 |                              |
| 1982-04-25 | De Mantel        | Spierdijk     | NL   |                                                 |                              |
| 1982-04-30 | t Mopke          | Delden        | NL   |                                                 | TC Matic, Jo Lemaire         |
| 1982-04-30 | Wallen           | Amsterdam     | NL   |                                                 |                              |
| 1982-05-08 | 't Anker         | Heerhugowaard | NL   |                                                 | Eton Crop                    |
| 1982-05-15 | Arnoldushoeve    | Hoofddorp     | NL   |                                                 | Mornington Crescent          |
| 1982-05-15 | Atak             | Enschede      | NL   |                                                 |                              |
| 1982-05-22 | Het Bolwerk      | Sneek         | NL   |                                                 | Eton Crop                    |
| 1982-05-30 | Uilenstede       | Amstelveen    | NL   |                                                 |                              |
| 1982-05-31 | De Palm          | Amstelveen    | NL   |                                                 | Peasants                     |
| 1982-06-12 | Shiva            | Uithoorn      | NL   |                                                 | Peasants                     |
| 1982-06-19 | Babylon          | Woerden       | NL   |                                                 | Mornington Crescent          |
| 1982-06-25 | KWJ Jongerencafé | Breda         | NL   | KWJ Jongerencafé & Stichting Matrix             |                              |
| 1982-06-26 | De Steile Trap   | Deventer      | NL   |                                                 | Peasants                     |
| 1982-08-19 | Paradiso         | Amsterdam     | NL   |                                                 |                              |
| 1982-11-13 | Xana             | De Rijp       | NL   |                                                 | Eton Crop                    |
| 1982-11-27 | t Anker          | Heerhugowaard | NL   |                                                 | Peasants                     |
| 1982-12-03 | K.W.J.           | Tilburg       | NL   |                                                 |                              |
| 1982-12-03 | Para             | Breda         | NL   |                                                 |                              |
| 1982-12-04 | LVC              | Leiden        | NL   |                                                 | Peasants                     |
| 1982-12-17 | De Eland         | Delft         | NL   |                                                 | Peasants                     |
| 1982-12-18 | De Barak         | Zutphen       | NL   |                                                 | Hollands Glorie by Ivy Green |
| 1982-12-19 | La Perla         | Roosendaal    | NL   |                                                 | Venco Star Class Punk        |
| 1982-12-28 | Roothaanhuis     | Amsterdam     | NL   | Manifestatie tegen intrekken vergunning Oktopus | BGK, The Ex, Wanda's         |

## 1983
| DATUM      | LOCATIE                      | PLAATS      | LAND | EXTRA INFO                       | ANDERE BANDS                                                |
| ---------- | ---------------------------- | ----------- | ---- | -------------------------------- | ----------------------------------------------------------- |
| 1983-01-09 | De Kuip                      | De Koog     | NL   |                                  | Peasants                                                    |
| 1983-01-12 | De Pieter                    | Amsterdam   | NL   |                                  |                                                             |
| 1983-01-21 | Buk Buk                      | Heiloo      | NL   |                                  |                                                             |
| 1983-02-12 | Rebel                        | Deventer    | NL   |                                  |                                                             |
| 1983-02-18 | Tagrijn                      | Hilversum   | NL   |                                  | Eton Crop                                                   |
| 1983-02-26 | Paradiso                     | Amsterdam   | NL   |                                  | Richard Hell                                                |
| 1983-03-10 | Haarhuis                     | Boxmeer     | NL   |                                  |                                                             |
| 1983-03-17 | De Brak                      | Venray      | NL   |                                  |                                                             |
| 1983-03-18 | Don Bosco                    | Rijswijk    | NL   |                                  |                                                             |
| 1983-03-26 | Babylon                      | Woerden     | NL   |                                  | Peasants                                                    |
| 1983-04-01 | Drieluik                     | Zaandam     | NL   |                                  | Jan Rot, Eton Crop                                          |
| 1983-02-26 | Paradiso                     | Amsterdam   | NL   |                                  | Richard Hell & the Voidoids                                 |
| 1983-04-01 | Drieluik                     | Zaandam     | NL   |                                  | Eton Crop                                                   |
| 1983-04-16 | Stokvishal                   | Arnhem      | NL   |                                  | Dance Macabre                                               |
| 1983-04-23 | Ons Clubhuis                 | Dieren      | NL   |                                  | R.I.P.                                                      |
| 1983-04-30 | Weltschmerz                  | Amsterdam   | NL   |                                  | Tecnoville                                                  |
| 1983-05-09 | Mazzo                        | Amsterdam   | NL   |                                  | Well Brian                                                  |
| 1983-05-12 | De Zandkuil Openluchttheater | Lochem      | NL   | Lochem Festival 1983             | The Undertones                                              |
| 1983-05-12 | Paradiso                     | Amsterdam   | NL   | Finale Grote Prijs van Nederland | Piu Piu, Koffieband, Tecnoville, Neel,Sammie America's, MAM |
| 1983-05-14 | Parkhof                      | Alkmaar     | NL   |                                  | Dance Macabre                                               |
| 1983-05-29 | De Mantel                    | Spierdijk   | NL   |                                  | Watnautz                                                    |
| 1983-06-19 | Sunpop                       | Hoogwoud    | NL   |                                  | Div Europe                                                  |
| 1983-06-25 | Midgard                      | Middelburg  | NL   |                                  |                                                             |
| 1983-06-29 | O42                          | Nijmegen    | NL   |                                  |                                                             |
| 1983-06-30 | Snelbinder                   | Amsterdam   | NL   |                                  |                                                             |
| 1983-07-04 | Paradiso                     | Amsterdam   | NL   |                                  | John Cale                                                   |
| 1983-09-16 | Paradiso                     | Amsterdam   | NL   |                                  | UK Subs                                                     |
| 1983-09-17 | Babylon                      | Woerden     | NL   |                                  |                                                             |
| 1983-09-23 | Leliecafé                    | Amsterdam   | NL   |                                  |                                                             |
| 1983-09-30 | De Bussel                    | Huissen     | NL   |                                  |                                                             |
| 1983-10-01 | Jeugdhuis                    | St. Pancras | NL   |                                  |                                                             |
| 1983-10-05 | De Pieter                    | Amsterdam   | NL   |                                  |                                                             |
| 1983-10-28 | K.W.J.                       | Tilburg     | NL   |                                  |                                                             |
| 1983-10-29 | Xana                         | De Rijp     | NL   |                                  | Filth, Ivy Green                                            |
| 1983-11-03 | Stalker                      | Haarlem     | NL   |                                  |                                                             |
| 1983-11-04 | Kokerjuffer                  | Enschede    | NL   |                                  |                                                             |
| 1983-11-05 | Ttuin                        | Den Bosch   | NL   |                                  |                                                             |
| 1983-11-12 | Sojo                         | Oudenbosch  | NL   |                                  |                                                             |
| 1983-11-19 | Het Bolwerk                  | Sneek       | NL   |                                  |                                                             |
| 1983-11-25 | Midgard                      | Middelburg  | NL   |                                  |                                                             |
| 1983-11-26 | Het Kraaiennest              | Enkhuizen   | NL   |                                  | Indirekt                                                    |
| 1983-12-02 | Para                         | Breda       | NL   |                                  |                                                             |
| 1983-12-03 | OJC Pepijn                   | Asten       | NL   |                                  |                                                             |
| 1983-12-04 | Nieuwe Pul                   | Uden        | NL   |                                  |                                                             |
| 1983-12-10 | Cocagne                      | Ulft        | NL   |                                  |                                                             |
| 1983-12-16 | Uilenstede                   | Amstelveen  | NL   |                                  |                                                             |
| 1983-12-17 | S61                          | Roermond    | NL   |                                  | Zanzibars Twist                                             |
| 1983-12-18 | Crappa                       | Bergen      | NL   |                                  |                                                             |

## 1984
| DATUM      | LOCATIE                 | PLAATS       | LAND | EXTRA INFO                                   | ANDERE BANDS                             |
| ---------- | ----------------------- | ------------ | ---- | -------------------------------------------- | ---------------------------------------- |
| 1984-01-00 | De Boerderij            | Schagen      | NL   |                                              |                                          |
| 1984-01-07 | Simplon                 | Groningen    | NL   |                                              |                                          |
| 1984-01-15 | Paradiso                | Amsterdam    | NL   |                                              |                                          |
| 1984-01-20 | La Perla                | Roosendaal   | NL   |                                              |                                          |
| 1984-01-21 | Chi Chi Club            | Winterswijk  | NL   |                                              |                                          |
| 1984-01-27 | t Krogt                 | Bussum       | NL   |                                              |                                          |
| 1984-02-04 | Shiva                   | Uithoorn     | NL   |                                              |                                          |
| 1984-02-05 | JC De Bor               | De Goorn     | NL   |                                              |                                          |
| 1984-02-11 | Paradiso                | Amsterdam    | NL   | Albumpresentatie In De Krochten Van De Geest | Ivy Green                                |
| 1984-03-17 | O.J.C.                  | Abcoude      | NL   |                                              |                                          |
| 1984-03-25 | Oase                    | Weert        | NL   |                                              |                                          |
| 1984-04-02 | Mazzo                   | Amsterdam    | NL   |                                              |                                          |
| 1984-04-07 | Werkwinkel              | Helmond      | NL   |                                              |                                          |
| 1984-04-13 | Schuttershoef/Keescafé  | Rijsbergen   | NL   |                                              |                                          |
| 1984-05-04 | Inpoet                  | Heerlen      | NL   |                                              | Flesh Dance                              |
| 1984-05-12 | Rios                    | Midwoud      | NL   |                                              | June Around                              |
| 1984-05-16 | De Pieter               | Amsterdam    | NL   |                                              |                                          |
| 1984-05-24 | Melkweg                 | Amsterdam    | NL   |                                              | Zsazsa, Ivy Green                        |
| 1984-05-25 | Jacobiberg              | Arnhem       | NL   |                                              | Bloody Amira & the Objects               |
| 1984-06-08 |                         | Purmerend    | NL   | Luilakfestival                               | Jabjab Neel                              |
| 1984-06-16 | De Hoeve                | Hoofddorp    | NL   |                                              |                                          |
| 1984-06-21 | Doe Wat                 | Deventer     | NL   |                                              | Visitor, Frits van Egters                |
| 1984-06-22 | De Pieter               | Amsterdam    | NL   |                                              | l'Attentat                               |
| 1984-07-12 | Vera                    | Eindhoven    | NL   |                                              |                                          |
| 1984-07-15 | De Mantel               | Spierdijk    | NL   | Knetterpop (SPMJ Rhythmsticks)               | Physstickzz, Struggle Ahead, Dawn Patrol |
| 1984-08-03 | LVC                     | Leiden       | NL   |                                              |                                          |
| 1984-08-11 | R17                     | Grootebroek  | NL   |                                              |                                          |
| 1984-08-18 | De Buze                 | Steenwijk    | NL   |                                              |                                          |
| 1984-09-01 | Nirwana                 | Lierop       | NL   |                                              |                                          |
| 1984-09-15 | Café 't Hert            | Joure        | NL   | Thé Lau invalgitarist                        |                                          |
| 1984-09-21 | Parsival                | Valkenswaard | NL   |                                              |                                          |
| 1984-09-22 | Bunker                  | Gemert       | NL   |                                              |                                          |
| 1984-09-29 | Xana                    | De Rijp      | NL   |                                              |                                          |
| 1984-10-05 | Marktplein 10           | Winschoten   | NL   |                                              |                                          |
| 1984-10-06 | Shelter                 | Warfum       | NL   |                                              |                                          |
| 1984-10-11 | Tejater Kikker          | Utrecht      | NL   |                                              |                                          |
| 1984-10-12 | Donkey Shot             | Heemskerk    | NL   |                                              |                                          |
| 1984-10-19 | B.O.C. in Buitenveldert | Amsterdam    | NL   |                                              |                                          |
| 1984-10-20 | t Mopke                 | Delden       | NL   |                                              |                                          |
| 1984-10-26 | H.B.O. Trefcentrum      | Nijmegen     | NL   |                                              |                                          |
| 1984-11-04 | Shaffy                  | Amsterdam    | NL   |                                              | Blue Murder, The Div                     |
| 1984-11-23 | Limelight               | Kortrijk     | BE   |                                              | Claw Boys Claw, Ivy Green                |
| 1984-12-15 | Bakkerij                | Castricum    | NL   |                                              |                                          |
| 1984-12-21 | Kokerjuffer             | Enschede     | NL   |                                              |                                          |

## 1985
| DATUM      | LOCATIE                    | PLAATS           | LAND | EXTRA INFO                       | ANDERE BANDS         |
| ---------- | -------------------------- | ---------------- | ---- | -------------------------------- | -------------------- |
| 1985-01-04 | Unitas                     | Wageningen       | NL   |                                  |                      |
| 1985-01-12 | Gigant                     | Apeldoorn        | NL   |                                  |                      |
| 1985-01-18 | Uitbaoter                  | Roosendaal       | NL   | Op verjaardag Edward van Tilburg |                      |
| 1985-01-19 | Nieuwe Pul                 | Uden             | NL   |                                  | Ivy Green            |
| 1985-02-08 | Effenaar                   | Eindhoven        | NL   |                                  | Ivy Green            |
| 1985-03-01 | Paradiso                   | Amsterdam        | NL   |                                  | Ivy Green            |
| 1985-03-02 | De Koog                    | Noord-Scharwoude | NL   |                                  | Ivy Green            |
| 1985-03-09 | Hedon                      | Zwolle           | NL   |                                  | Ivy Green            |
| 1985-03-15 | Gigant                     | Apeldoorn        | NL   |                                  | Ivy Green            |
| 1985-03-29 | Simplon                    | Groningen        | NL   |                                  | Ivy Green            |
| 1985-04-04 | Carré                      | Tilburg          | NL   |                                  | Ivy Green            |
| 1985-04-05 | Grachtkerk                 | Amersfoort       | NL   |                                  | Ivy Green            |
| 1985-04-13 | Don Quichote - Don Kiesjot | Sittard          | NL   |                                  | Ivy Green            |
| 1985-05-03 | De Pieter                  | Amsterdam        | NL   |                                  | Ivy Green            |
| 1985-05-05 | De Hout                    | Haarlem          | NL   | Bevrijdingspop                   |                      |
| 1985-05-25 |                            | Bolsward         | NL   | Parkpop                          | Div                  |
| 1985-05-31 | Korzo                      | Den Haag         | NL   | Swing Mix Festival               | Uitjebol, Alley Cats |
| 1985-06-04 | Unitas                     | Wageningen       | NL   |                                  |                      |
| 1985-07-12 | De Stip                    | Amsterdam        | NL   |                                  |                      |
| 1985-10-12 | Troll                      | Hoorn            | NL   |                                  |                      |
| 1985-10-24 | P.S. Bar                   | Wolvega          | NL   |                                  |                      |
| 1985-1027  | J.O.E.B.                   | Egmond Binnen    | NL   |                                  | Dawn Patrol          |
| 1985-11-15 | Paard van Troje            | Den Haag         | NL   |                                  |                      |
| 1985-11-17 | Paradiso                   | Amsterdam        | NL   |                                  | Coca Piupiu          |
| 1985-12-13 | Patronaat                  | Haarlem          | NL   |                                  | Ivy Green            |
| 1985-12-14 | LVC                        | Leiden           | NL   |                                  |                      |
| 1985-12-16 | Mazzo                      | Amsterdam        | NL   |                                  |                      |
| 1985-12-21 | Ignition                   | Spijkenisse      | NL   |                                  |                      |
| 1985-12-26 | Jacobiberg                 | Arnhem           | NL   |                                  |                      |
| 1985-12-28 | Sjangpouk                  | Delfzijl         | NL   |                                  | Syndicate            |

## 1986
| DATUM      | LOCATIE                 | PLAATS           | LAND | EXTRA INFO                                    | ANDERE BANDS                                                                                          |
| ---------- | ----------------------- | ---------------- | ---- | --------------------------------------------- | --- |
| 1986-01-01 | Xana                    | De Rijp          | NL   |                                               | |
| 1986-01-03 | Tagrijn                 | Hilversum        | NL   |                                               | |
| 1986-01-04 | De Oosterpoort          | Groningen        | NL   | Holland België Festival,1e Noorderslag editie | Claw Boys Claw, De Div, Fatal Flowers, Arbeid Adelt!, La Costa Nostra, Blaine Reiniger, De Kreuners   |
| 1986-01-11 | De Koog                 | Noord-Scharwoude | NL   |                                               | |
| 1986-01-12 | Egelantier              | Hoogwoud         | NL   |                                               | |
| 1986-01-17 | De Bliksem              | Brummen          | NL   |                                               | Jaap & De Revolutie                                                                                   |
| 1986-01-18 | Het Bolwerk             | Sneek            | NL   |                                               | |
| 1986-01-22 | Melkweg                 | Amsterdam        | NL   |                                               | Outrageous                                                                                            |
| 1986-01-25 | Jacobiberg              | Arnhem           | NL   |                                               | |
| 1986-01-31 | Gigant                  | Apeldoorn        | NL   |                                               | |
| 1986-02-01 | De Eland                | Delft            | NL   |                                               | |
| 1986-02-07 | EKKO                    | Utrecht          | NL   |                                               | |
| 1986-02-15 | Sater                   | Leidschendam     | NL   |                                               | |
| 1986-02-22 | Podium 't Beest         | Goes             | NL   |                                               | |
| 1986-02-26 | O42                     | Nijmegen         | NL   |                                               | |
| 1986-03-01 | De Veste                | Hellevoetsluis   | NL   |                                               | |
| 1986-03-15 | Nohol                   | Edam             | NL   |                                               | Ivy Green                                                                                             |
| 1986-03-22 | De Tunnel               | Boskoop          | NL   |                                               | |
| 1986-03-29 | Witte Theater           | IJmuiden         | NL   |                                               | |
| 1986-03-31 | Swingcafé               | Heerenveen       | NL   |                                               | |
| 1986-04-05 | De Hoeve                | Hoofddorp        | NL   |                                               | |
| 1986-04-10 | Paradiso                | Amsterdam        | NL   | 10 jaar Ivy Green, radio-opnames              | Blue Murder, De Div, The Ex, Fatal Flowers, Terras Bangkok, World War Rockers, L’Attentat, Outrageous |
| 1986-04-12 | Buk Buk                 | Heiloo           | NL   |                                               | Tijd Is Geld Zaken Zijn Zaken                                                                         |
| 1986-04-19 | Popsalon                | Den Bosch        | NL   |                                               | |
| 1986-04-26 | De Klinker              | Winschoten       | NL   |                                               | |
| 1986-04-27 | De Vooruit              | Gent             | BE   |                                               | Bad Bob                                                                                               |
| 1986-04-30 | S61                     | Roermond         | NL   | Koninginnedag                                 | |
| 1986-05-10 | Het Stek                | Hazerswoude-Dorp | NL   |                                               | Ivy Green                                                                                             |
| 1986-06-21 | Xana                    | De Rijp          | NL   |                                               | Fatal Flowers, The Scene, World War Rockers                                                           |
| 1986-06-29 | Zuiderpark              | Den Haag         | NL   | Parkpop 1986                                  | INXS, The Bangles, Madness                                                                            |
| 1986-07-05 | Herema State            | Joure            | NL   | Summerparty '86                               | MAM, Yeah Yeah's                                                                                      |
| 1986-08-02 | Sportpark               | s Gravenzande    | NL   | Tempelpop                                     | Three Alley Cats, Lux To Flex, Red Shows, Countless Eyes, Bendhor                                     |
| 1986-08-06 | Oude Vismijn            | Lokeren          | BE   |                                               | |
| 1986-08-07 |                         | Lokeren          | BE   | Lokerse Feesten                               | Blue Murder, Claw Boys Claw                                                                           |
| 1986-08-17 | Walhalla                | Deurne           | NL   | Festival                                      | MAM, Media                                                                                            |
| 1986-09-06 | LVC                     | Leiden           | NL   |                                               | |
| 1986-09-19 | Arena                   | Rotterdam        | NL   | "Zeeuws Meisje" op verzoek gespeeld           | |
| 1986-09-21 | VPRO radio              |                  | NL   | "Jonge Helden OK-tour"                        | |
| 1986-09-25 | Tuxedo                  | Papendrecht      | NL   |                                               | |
| 1986-09-27 | Gemeentelijke Feestzaal | Overpelt         | BE   |                                               | Aroma Di Amore                                                                                        |
| 1986-10-09 | Melkweg                 | Amsterdam        | NL   |                                               | Miners Of Muzo                                                                                        |
| 1986-10-11 | Joincentrum             | Noordwijk        | NL   |                                               | |
| 1986-10-25 | d'Olde Skoele           | Hattem           | NL   |                                               | |
| 1986-10-29 | Paradiso                | Amsterdam        | NL   |                                               | Trio Cor Witjes                                                                                       |
| 1986-11-01 | De Koog                 | Noord-Scharwoude | NL   |                                               | Kobus Gaat Naar Appelscha, World War Rockers                                                          |
| 1986-11-08 | Over de Brug            | Gouda            | NL   |                                               | |
| 1986-11-17 | Drie In Een             | Huizen           | NL   |                                               | Gaga, I've Got The Bullets                                                                            |
| 1986-11-23 | Maaslandhal             | Oss              | NL   |                                               | I've Got The Bullets, Smithereens                                                                     |
| 1986-11-29 | Ignition                | Spijkenisse      | NL   |                                               | |
| 1986-12-20 | Dug Out                 | Maassluis        | NL   |                                               | |
| 1986-12-21 | De Bliksem              | Brummen          | NL   |                                               | Human Electric                                                                                        |

## 1987
| DATUM      | LOCATIE               | PLAATS               | LAND | EXTRA INFO    | ANDERE BANDS                                                                                     |
| ---------- | --------------------- | -------------------- | ---- | ------------- | ------------------------------------------------------------------------------------------------ |
| 1987-01-03 | P.O.C.                | Weesp                | NL   |               |                                                                                                  |
| 1987-01-16 | Boerderij             | Zoetermeer           | NL   |               |                                                                                                  |
| 1987-01-23 | Stip                  | Amsterdam            | NL   |               | Corvettes                                                                                        |
| 1987-01-24 | Sneeuwbal             | Heemstede            | NL   |               | Wasted Umbrella's                                                                                |
| 1987-01-31 | Drieluik              | Zaandam              | NL   |               |                                                                                                  |
| 1987-02-01 | De Eland              | Delft                | NL   |               |                                                                                                  |
| 1987-02-21 | Bibelot               | Dordrecht            | NL   |               |                                                                                                  |
| 1987-03-06 | Melkweg               | Amsterdam            | NL   |               |                                                                                                  |
| 1987-03-07 | Troll                 | Hoorn                | NL   |               |                                                                                                  |
| 1987-03-27 | De Vooruit            | Gent                 | BE   | Roodvonk 1987 | Kobus Gaat Naar Appelscha, Noordkaap                                                             |
| 1987-04-03 | Baroeg                | Rotterdam            | NL   |               |                                                                                                  |
| 1987-04-18 | De Eland              | Delft                | NL   |               |                                                                                                  |
| 1987-04-25 | Kwinne                | Stadskanaal          | NL   |               |                                                                                                  |
| 1987-05-09 | Buk Buk               | Heiloo               | NL   |               | Tijd Is Geld Zaken Zijn Zaken                                                                    |
| 1987-05-22 | Geert Teiscentrum     | Stadskanaal          | NL   |               |                                                                                                  |
| 1987-06-05 | Postbrug              | Den Helder           | NL   |               | Mr. Review                                                                                       |
| 1987-06-06 | De Steile Trap        | Deventer             | NL   |               |                                                                                                  |
| 1987-06-13 | De Koog               | Noord-Scharwoude     | NL   |               |                                                                                                  |
| 1987-07-24 | Handzameplein         | Handzame / Kortemark | BE   |               | Dirty Scums                                                                                      |
| 1987-08-09 | Stadspark/Sterrebos   | Groningen            | NL   |               | Ziffels, Freddie Fingers Lee, Toy Dolls                                                          |
| 1987-08-16 | Festivalterrein       | Spijkenisse          | NL   | Spijkpop      | Van Meenen, In Beweging, Engine, The Club, The Scene, Motel Bokassa, Ricky & The Full Moon Band, |
| 1987-08-23 |                       | Amsterdam            | NL   | Uitmarkt      |                                                                                                  |
| 1987-09-09 | VPRO radio            | Hilversum            | NL   |               |                                                                                                  |
| 1987-09-12 | Reigersbos            | Amsterdam            | NL   |               |                                                                                                  |
| 1987-09-19 | Magnifiosi            | Lisse                | NL   |               | To Lips Coka                                                                                     |
| 1987-09-20 | Ahoy                  | Rotterdam            | NL   |               | I've Got The Bullets, Gin On The Rocks                                                           |
| 1987-10-03 | Debarak               | Zutphen              | NL   |               |                                                                                                  |
| 1987-10-11 |                       | Amsterdam            | NL   | Fanclubdag    | Ex Kecks                                                                                         |
| 1987-10-16 | Melkweg               | Amsterdam            | NL   |               | Red Roses, Fred Kienhuis                                                                         |
| 1987-10-23 | De Bliksem            | Brummen              | NL   |               | Hendrik Holsted Band                                                                             |
| 1987-11-03 | Theater Aan Het Water | Leeuwarden           | NL   |               | The Plastic Dolls                                                                                |
| 1987-11-07 | P.O.C.                | Weesp                | NL   |               |                                                                                                  |
| 1987-11-21 | Nederland 3           | Kwintsheul           | NL   |               | De Wit                                                                                           |
| 1987-11-25 | Doornroosje           | Nijmegen             | NL   |               |                                                                                                  |
| 1987-11-25 | O42                   | Nijmegen             | NL   |               | Kobus Gaat Naar Appelscha                                                                        |
| 1987-11-27 | Paradiso              | Amsterdam            | NL   |               | Slumbers                                                                                         |
| 1987-11-29 | KRO Studio            | Hilversum            | NL   |               | Gé Reinders                                                                                      |
| 1987-12-10 | R.S.G.                | Rotterdam            | NL   |               |                                                                                                  |
| 1987-12-12 | Muziekpodium Rotonde  | Berkel en Rodenrijs  | NL   |               |                                                                                                  |
| 1987-12-18 | Roskam                | Gorssel              | NL   |               |                                                                                                  |
| 1987-12-19 | De Hoeve              | Hoofddorp            | NL   |               | Eton Crop                                                                                        |
| 1987-12-31 | Drieluik              | Zaandam              | NL   |               |                                                                                                  |

## 1988
| DATUM      | LOCATIE                      | PLAATS           | LAND | EXTRA INFO                               | ANDERE BANDS                                                                                        |
| ---------- | ---------------------------- | ---------------- | ---- | ---------------------------------------- | --------------------------------------------------------------------------------------------------- |
| 1988-01-03 | De Schalm                    | Veldhoven        | NL   |                                          | Look Who's Talking                                                                                  |
| 1988-01-09 | De Oosterpoort               | Groningen        | NL   | Noorderslag 1988                         | The Nits, Vengeance, De Dijk, Gore, Boegies, Ivy Green, The Riff, M.A.M., De Div, Urban Dance Squad |
| 1988-01-15 | De Meule                     | Heesch           | NL   |                                          | |
| 1988-01-16 | Buk Buk                      | Heiloo           | NL   |                                          | |
| 1988-01-22 | Veenlust                     | Veendam          | NL   |                                          | AA & The Doctors                                                                                    |
| 1988-01-23 | Sneeuwbal                    | Heemstede        | NL   |                                          | |
| 1988-01-30 | Vrije Vloer                  | Utrecht          | NL   |                                          | |
| 1988-02-06 | De Koog                      | Noord-Scharwoude | NL   |                                          | |
| 1988-02-12 | De Oude U.L.O.               | Leek             | NL   |                                          | |
| 1988-02-19 | Gigant                       | Apeldoorn        | NL   |                                          | |
| 1988-02-26 | Swetterhage                  | Zoeterwoude      | NL   | Personeelsfeest Stichting Gemiva         | |
| 1988-02-27 | Pax                          | Hoogstraten      | BE   |                                          | |
| 1988-03-04 | Temptation                   | Appingedam       | NL   | Veronica's Countdown Café radioprogramma | Herman Brood & His Wild Romance                                                                     |
| 1988-03-05 | Unitas                       | Wageningen       | NL   |                                          | |
| 1988-03-12 | Dorpshuis                    | Weidum           | NL   |                                          | Angry Young Men                                                                                     |
| 1988-03-15 | VARA Studio                  | Hilversum        | NL   | Opname radioprogamma VARA radio          | |
| 1988-03-18 | Burgerweeshuis               | Deventer         | NL   |                                          | De Boegies                                                                                          |
| 1988-03-19 | Xana                         | De Rijp          | NL   |                                          | De Wit                                                                                              |
| 1988-03-26 | Piek                         | Vlissingen       | NL   |                                          | |
| 1988-03-27 | Argos / De Drie Weeren       | De Weere         | NL   | Palmpop                                  | I Spy, Vernon Walters                                                                               |
| 1988-04-02 | Berenei                      | Rotterdam        | NL   |                                          | |
| 1988-04-04 | De Molenberg                 | Delfzijl         | NL   | Springpop 1988                           | Bojangles                                                                                           |
| 1988-04-07 | Poort van Kleef              | Almelo           | NL   |                                          | |
| 1988-04-09 | Judolokaal                   | Arendonk         | BE   |                                          | |
| 1988-04-21 | AOR                          | Eindhoven        | NL   |                                          | |
| 1988-04-22 | Tunnel / Stroud              | Putten           | NL   |                                          | Mamma & The Rockets                                                                                 |
| 1988-04-23 | Muziekcafé                   | Nieuwland        | NL   |                                          | |
| 1988-04-29 | Café Kobus                   | Zeeland (N-B)    | NL   |                                          | |
| 1988-04-30 | Metropool                    | Hengelo          | NL   | Koninginnedag                            | |
| 1988-05-05 |                              | Haarlem          | NL   | Bevrijdingspop                           | The Scene, Fatal Flowers                                                                            |
| 1988-05-05 | Huize Maas                   | Groningen        | NL   | Bevrijdingsfestival                      | De Boegies                                                                                          |
| 1988-05-06 | t Hof                        | Borculo          | NL   |                                          | |
| 1988-05-07 | Hedon                        | Zwolle           | NL   |                                          | |
| 1988-05-12 | Stenge                       | Heinkenszand     | NL   | Klomppop                                 | Gin On The Rocks, Candy Dulfer                                                                      |
| 1988-05-13 | Bolwerk                      | Sneek            | NL   |                                          | |
| 1988-05-14 | Walhalla                     | Sevenum          | NL   |                                          | |
| 1988-05-19 | Melkweg                      | Amsterdam        | NL   |                                          | Stalin Orgels                                                                                       |
| 1988-05-21 | Schoolplein Dr. Kuyperschool | Ridderkerk       | NL   | Pinksterfestival, jongerencentrum S.O.S. | Brio's                                                                                              |
| 1988-05-21 | Bibelot                      | Dordrecht        | NL   | 's avonds                                | |
| 1988-05-27 |                              | Delft            | NL   | TH-Feest, Bouwkunde                      | Claw Boys Claw, Bad To The Bone                                                                     |
| 1988-05-28 | SV Nicolaas Boys             | Nieuwveen        | NL   |                                          | |
| 1988-06-04 |                              | Kralingseveer    | NL   | Knoprock                                 | Spasmodique, Ivy Green                                                                              |
| 1988-06-10 | Jongerensoos Jonosh          | Heusden          | NL   |                                          | |
| 1988-06-11 | Landgoed Beeckestijn         | Velzen-Noord     | NL   | Beeckestijn Pop                          | Fatal Flowers, Bump Babies, De Dijk                                                                 |
| 1988-06-12 |                              | Einighausen      | NL   | Carnapop                                 | Fatal Flowers, I've Got The Bullets                                                                 |
| 1988-06-19 |                              | Heesch           | NL   | Meulepop                                 | Gin On The Rocks, Bertus Staigerpaip                                                                |
| 1988-06-25 |                              | Hemiksem         | BE   | Eurorock                                 | Golden Earring, Hothouse Flowers                                                                    |
| 1988-06-26 |                              | Gent             | BE   | Hotrock                                  | Fatal Flowers, Pretty Things                                                                        |
| 1988-07-16 | Terrein Boukema              | Winterswijk      | NL   | Pyramidepop                              | Fatal Flowers, Reality, Peabody Brothers                                                            |
| 1988-07-22 | LVC                          | Leiden           | NL   |                                          | |
| 1988-07-30 | Postbrug                     | Den Helder       | NL   |                                          | |
| 1988-08-07 | Vondelpark                   | Amsterdam        | NL   |                                          | |
| 1988-08-12 |                              | Bree             | BE   | Festival                                 | |
| 1988-08-13 | Vrije Vloer                  | Utrecht          | NL   |                                          | De Wit                                                                                              |
| 1988-08-14 | Staargebouw                  | Maastricht       | NL   |                                          | Fatal Flowers                                                                                       |
| 1988-08-15 | Oude Markt                   | Leuven           | BE   | Marktrock                                | Fabulous Thunderbirds                                                                               |
| 1988-08-19 |                              | Sint Niklaas     | BE   | Festival                                 | |
| 1988-08-20 | Hofpark                      | Wateringen       | NL   | Waterpop 1988                            | The Gun Club, Ivy Green, The Triffids, Candy Dulfer                                                 |
| 1988-08-20 | Raasbeekstraat               | Nieuwerkerken    | BE   | Neurorock 1988                           | Godfathers, The Gun Club                                                                            |
| 1988-08-21 | Hof van de Pastoor           | Gierle           | BE   | Sjockfestival 1988                       | Blue Blot, Godfathers                                                                               |
| 1988-08-24 | R.S.G.                       | Rotterdam        | NL   |                                          | |
| 1988-08-25 | Unitas                       | Wageningen       | NL   |                                          | |
| 1988-08-26 |                              | Schoonebeek      | NL   | Festival (Rumahrock?)                    | Fatal Flowers, I Spy                                                                                |
| 1988-08-27 |                              | Arendonk         | BE   | Festival                                 | |
| 1988-08-27 |                              | Oldeboorn        | NL   | Festival                                 | Storing Lifeline                                                                                    |
| 1988-09-02 | Doornroosje                  | Nijmegen         | NL   |                                          | Rumblefish                                                                                          |
| 1988-09-09 | Burgerweeshuis               | Deventer         | NL   |                                          | Jack Of Hearts                                                                                      |
| 1988-09-10 | Kolfbaan                     | Gorinchem        | NL   |                                          | Hans Dulfer                                                                                         |
| 1988-09-11 | Popwerk                      | Den Bosch        | NL   |                                          | Nits, Fatal Flowers                                                                                 |
| 1988-09-16 | Eucalypta                    | Winterswijk      | NL   |                                          | Fatal Flowers                                                                                       |
| 1988-09-17 | Willemeen                    | Arnhem           | NL   |                                          | Blue Turns Pink                                                                                     |
| 1988-09-24 | Tjou                         | Oudewater        | NL   |                                          | |
| 1988-09-30 | Noorderligt                  | Tilburg          | NL   |                                          | |
| 1988-10-01 | R17                          | Grootebroek      | NL   |                                          | |
| 1988-10-08 | Nohol                        | Edam             | NL   |                                          | |
| 1988-10-12 | Beurshal                     | Boskoop          | NL   |                                          | |
| 1988-10-14 | Para                         | Breda            | NL   |                                          | |
| 1988-10-15 | Elkerlyc                     | Luttenberg       | NL   |                                          | |
| 1988-10-21 | De Piek                      | Vlissingen       | NL   |                                          | |
| 1988-10-22 | St. Godelievezaal            | Wuustwezel       | BE   |                                          | Spanks, Paranoiacs                                                                                  |
| 1988-10-28 | Tuxedo                       | Papendrecht      | NL   |                                          | |
| 1988-10-29 | Sleep Inn                    | Amsterdam        | NL   |                                          | |
| 1988-11-04 | Don Quichote                 | Heemskerk        | NL   |                                          | |
| 1988-11-05 | Buk Buk                      | Heiloo           | NL   |                                          | |
| 1988-11-12 | De Hoeve                     | Hoofddorp        | NL   |                                          | |
| 1988-11-18 | De Sater                     | Leidschendam     | NL   |                                          | Ivy Green                                                                                           |
| 1988-11-19 | De Botte Hommel              | Bergen Op Zoom   | NL   |                                          | |
| 1988-11-25 | De Bliksem                   | Brummen          | NL   |                                          | |
| 1988-11-26 | V.O.C. Theater               | Amsterdam        | NL   |                                          | Residents                                                                                           |
| 1988-11-29 | De Vooruit                   | Gent             | BE   |                                          | |
| 1988-12-06 | Paradiso                     | Amsterdam        | NL   |                                          | |
| 1988-12-17 | De Boerderij                 | Schagen          | NL   |                                          | |
| 1988-12-20 | Sterrenbos                   | Utrecht          | NL   |                                          | |
| 1988-12-23 | Zaal Koartling               | Buitenpost       | NL   |                                          | |
| 1988-12-26 | Manege Taxandria             | Diessen          | NL   | Sneeuwpop                                | Go Rome, Won Ton Ton, Personnel, Rick Devito, Bad To The Bone                                       |
| 1988-12-29 |                              | Hoogeveen        | NL   |                                          | |

## 1989
| DATUM      | LOCATIE                     | PLAATS              | LAND | EXTRA INFO                                | ANDERE BANDS                                                                                 |
| ---------- | --------------------------- | ------------------- | ---- | ----------------------------------------- | -------------------------------------------------------------------------------------------- |
| 1989-01-07 | Gryphus                     | Vierlingsbeek       | NL   |                                           |                                                                                              |
| 1989-01-10 |                             | Hilversum           | NL   | 2 Meter Sessie                            |                                                                                              |
| 1989-01-21 | De Koog                     | Noord-Scharwoude    | NL   |                                           |                                                                                              |
| 1989-01-28 | Troll                       | Hoorn               | NL   |                                           |                                                                                              |
| 1989-02-11 | Kashbah                     | Maarssen            | NL   |                                           |                                                                                              |
| 1989-02-15 | VUB                         | Brussel             | BE   | Universiteit Brussel                      | The Scabs, The Romans, The Wolf Banes                                                        |
| 1989-02-17 | Patronaat                   | Haarlem             | NL   |                                           |                                                                                              |
| 1989-02-18 | Paard van Troje             | Den Haag            | NL   |                                           | Burn The Blankets                                                                            |
| 1989-02-19 |                             | Utrecht             | NL   | Fanclubdag                                |                                                                                              |
| 1989-02-24 | Tagrijn                     | Hilversum           | NL   |                                           |                                                                                              |
| 1989-02-25 | LVC                         | Leiden              | NL   |                                           |                                                                                              |
| 1989-02-26 | Zaal Struik                 | Lemelerveld         | NL   |                                           |                                                                                              |
| 1989-03-01 | VPRO studio                 | Hilversum           | NL   |                                           |                                                                                              |
| 1989-03-01 | O42                         | Nijmegen            | NL   |                                           |                                                                                              |
| 1989-03-03 | Gigant                      | Apeldoorn           | NL   |                                           |                                                                                              |
| 1989-03-04 | Xana                        | De Rijp             | NL   |                                           |                                                                                              |
| 1989-03-10 | Luxor Live                  | Arnhem              | NL   |                                           |                                                                                              |
| 1989-03-11 | Zopo                        | Horst               | NL   |                                           |                                                                                              |
| 1989-03-17 | Vestingbar                  | Enschede            | NL   |                                           |                                                                                              |
| 1989-03-18 | Vrije Vloer                 | Utrecht             | NL   |                                           |                                                                                              |
| 1989-03-24 | Stoba                       | Echt                | NL   |                                           | The Convenant                                                                                |
| 1989-03-25 | Nirwana                     | Lierop              | NL   |                                           |                                                                                              |
| 1989-03-26 | De Nieuwe Pul               | Uden                | NL   |                                           |                                                                                              |
| 1989-03-27 |                             | Zieuwent            | NL   | Paaspop                                   | The Scene                                                                                    |
| 1989-03-31 | Breekend Kaffee             | Bree                | BE   | Festival                                  | Noordkaap                                                                                    |
| 1989-04-01 | Nederland 3                 | Kwintsheul          | NL   |                                           |                                                                                              |
| 1989-04-07 | Huize Maas                  | Groningen           | NL   |                                           | Pigmeat                                                                                      |
| 1989-04-08 | Berenei                     | Rotterdam           | NL   |                                           |                                                                                              |
| 1989-04-15 | Dielshus                    | Wommels             | NL   |                                           | Strawelte                                                                                    |
| 1989-04-16 | Waakzaamheid                | Koog aan de Zaan    | NL   |                                           |                                                                                              |
| 1989-04-21 | Azotod                      | De Meern            | NL   |                                           |                                                                                              |
| 1989-04-22 | De Fuu                      | Swalmen             | NL   |                                           | Grandpa's Waltz                                                                              |
| 1989-04-28 | Zaal Morty                  | Heist op den Berg   | BE   |                                           | Mudgang                                                                                      |
| 1989-04-29 |                             | Lochristi           | BE   | Lodejo feesten                            | The Scene, The Wolf Banes                                                                    |
| 1989-04-30 |                             | Hillegom            | NL   | Koninginnedag                             |                                                                                              |
| 1989-05-05 | Lodel Theater               | Oostbrug            | NL   |                                           |                                                                                              |
| 1989-05-06 |                             | Puurs               | BE   | LiveAid Festival                          | Soulsister                                                                                   |
| 1989-05-06 | Stadsschouwburg             | Ieper               | BE   |                                           |                                                                                              |
| 1989-05-12 | Paradiso                    | Amsterdam           | NL   |                                           | Spanks                                                                                       |
| 1989-05-13 | Cultureel Centrum Hansam    | Handzame            | BE   |                                           | NoLimits                                                                                     |
| 1989-05-15 |                             | Leek                | NL   | Festival                                  |                                                                                              |
| 1989-05-19 | Doornroosje                 | Nijmegen            | NL   |                                           | Katz & Jammers                                                                               |
| 1989-05-20 |                             | Meerhout            | BE   | Apollorock                                |                                                                                              |
| 1989-05-24 | TU                          | Eindhoven           | NL   |                                           |                                                                                              |
| 1989-05-26 | Het Kasteel                 | Alphen aan den Rijn | NL   |                                           |                                                                                              |
| 1989-05-27 | J.C. Kompleks               | Heerhugowaard       | NL   |                                           |                                                                                              |
| 1989-05-28 | Den Deel                    | Deurne              | NL   |                                           | Loïs Lane                                                                                    |
| 1989-06-02 | De Kolk                     | Assen               | NL   | Popmarathon                               | Weekend At Waikiki                                                                           |
| 1989-06-03 | Hedon                       | Zwolle              | NL   |                                           |                                                                                              |
| 1989-07-07 | Sportveld Sint-Ferdinand    | Lummen              | BE   | Zwemdockrock 1989                         | Dentists, Paranoiacs                                                                         |
| 1989-07-08 |                             | Balen               | BE   | Schepskermis                              | Romans                                                                                       |
| 1989-07-09 |                             | Hoogstraten-Meersel | BE   | Moskespop                                 |                                                                                              |
| 1989-07-15 |                             | Winterswijk         | NL   | Pyramidepop                               | Nadieh, Jack Of Hearts                                                                       |
| 1989-07-22 |                             | Andijk              | NL   | Dijkpop                                   | Fatal Flowers                                                                                |
| 1989-07-22 |                             | Roelofarendsveen    | NL   | Splotsjpop                                | La Muerte                                                                                    |
| 1989-07-23 |                             | Petten              | NL   | Seapop                                    | Fischer Z, Televizor                                                                         |
| 1989-07-30 | Het Klooster                | Meer                | BE   | Akkerpop 1989                             | Rich Danny & The Wealth, Vienna, Nonkel Ney's Bluesband, The Crew, Dr. Feelgood              |
| 1989-08-05 |                             | Lokeren             | BE   | Lokerse Feesten                           | Tourmane Diabate                                                                             |
| 1989-08-06 | Markt                       | Swalmen             | NL   | Sjwaampop                                 | Sjra Puts, Rock The House, Bad To The Bone, A.A. And The Doctors, Raymond van het Groenewoud |
| 1989-08-12 | Julianapark                 | Venlo               | NL   | Zomerparkfeest                            | Live On Grey Green                                                                           |
| 1989-08-13 | Festivalterrein Weert-Noord | Weert               | NL   | Bospop                                    | Won Ton Ton, Golden Earring                                                                  |
| 1989-08-19 | Vestingbar                  | Enschede            | NL   |                                           |                                                                                              |
| 1989-08-20 | Uurwerk '89                 | Meerbeke            | BE   | Festival                                  | De Kreuners, Kevin Coyne                                                                     |
| 1989-08-22 | R.S.G.                      | Rotterdam           | NL   |                                           |                                                                                              |
| 1989-08-25 | Melkweg                     | Amsterdam           | NL   |                                           |                                                                                              |
| 1989-08-26 | Festivalweide Den Bemd      | Arendonk            | BE   | Bemdfestival 1989                         | Soulsister, The Escape Club, The Blues Band, Katrina & The Waves                             |
| 1989-08-27 | TT                          | Assen               | NL   | Zomerpop                                  | Aswad, Kevin McDermott Orchestra, Steve Harley & Cockney Rebel, De Dijk, Golden Earring      |
| 1989-09-02 |                             | Leusden             | NL   | Puddingpop                                | De Dijk, Johnny Baby                                                                         |
| 1989-09-04 | Toedem                      | Neer                | NL   | Festival                                  | Copy Cat Trap                                                                                |
| 1989-09-08 | Patronaat                   | Haarlem             | NL   | CJP weekend                               | Kong, The Doughboys                                                                          |
| 1989-09-09 | Troll                       | Hoorn               | NL   |                                           |                                                                                              |
| 1989-09-10 | Openluchttheater Goffert    | Nijmegen            | NL   |                                           | Reflud, Urban Dance Squad                                                                    |
| 1989-09-15 | Vredenburg                  | Utrecht             | NL   |                                           | The Riff, Bad To The Bone                                                                    |
| 1989-09-16 | De Kwinne                   | Stadskanaal         | NL   |                                           | Silence, Urban Dance Squad, Ivy Green                                                        |
| 1989-09-20 | Lorre                       | Delft               | NL   |                                           |                                                                                              |
| 1989-09-22 | Maddogs                     | Groesbeek           | NL   |                                           | The Gang                                                                                     |
| 1989-09-23 | De Hoeve                    | Hoofddorp           | NL   |                                           |                                                                                              |
| 1989-09-28 | AOR                         | Eindhoven           | NL   |                                           |                                                                                              |
| 1989-09-29 | So What                     | Gouda               | NL   |                                           |                                                                                              |
| 1989-09-30 | Ontspanningscentrum         | Aalter              | BE   |                                           | Kremlin Cowboys                                                                              |
| 1989-09-30 | De Veiling                  | Wolfertem           | BE   |                                           |                                                                                              |
| 1989-10-07 | Buk Buk                     | Heiloo              | NL   |                                           |                                                                                              |
| 1989-10-14 | Rijksschool                 | Izegem              | BE   |                                           |                                                                                              |
| 1989-10-15 | Zaal Struik                 | Lemelerveld         | NL   |                                           |                                                                                              |
| 1989-10-20 | LVC                         | Leiden              | NL   | Opnames voor live album Meer! Meer! Meer! |                                                                                              |
| 1989-10-21 | LVC                         | Leiden              | NL   | Opnames voor live album Meer! Meer! Meer! |                                                                                              |
| 1989-10-27 | De Peppel                   | Zeist               | NL   |                                           | MAM                                                                                          |
| 1989-10-28 | De Kern                     | Purmerend           | NL   |                                           |                                                                                              |
| 1989-10-29 | Pakhuus                     | Silvolde            | NL   |                                           |                                                                                              |
| 1989-11-10 | OLS                         | Den Haag            | NL   |                                           |                                                                                              |
| 1989-11-17 | J.H. Nijdrop                | Opwijk              | BE   |                                           | The Scene, Candymen                                                                          |
| 1989-11-18 | De Boerderij                | Schagen             | NL   |                                           |                                                                                              |
| 1989-12-01 | Dorpshuis                   | Meeden              | NL   |                                           | The Scene, Jan Giro & Gang                                                                   |
| 1989-12-02 | Over de Brug                | Gouda               | NL   |                                           |                                                                                              |
| 1989-12-08 | Café Kobus                  | Zeeland (N-B)       | NL   |                                           |                                                                                              |
| 1989-12-09 | Witte Theater               | IJmuiden            | NL   |                                           | Tegenlicht                                                                                   |
| 1989-12-16 | Ons Gebouw                  | Bolsward            | NL   |                                           | The James                                                                                    |
| 1989-12-22 | De Bliksem                  | Brummen             | NL   |                                           |                                                                                              |
| 1989-12-23 | Canix                       | Lottum              | NL   |                                           |                                                                                              |
| 1989-12-26 | De Boerderij                | Zoetermeer          | NL   |                                           |                                                                                              |
| 1989-12-29 | R17                         | Grootebroek         | NL   |                                           |                                                                                              |
| 1989-12-30 | De Koog                     | Noord-Scharwoude    | NL   |                                           |                                                                                              |

## 1990
| DATUM      | LOCATIE                     | PLAATS                    | LAND | EXTRA INFO                         | ANDERE BANDS                                                                                 |
| ---------- | --------------------------- | ------------------------- | ---- | ---------------------------------- | -------------------------------------------------------------------------------------------- |
| 1990-01-05 | Tagrijn                     | Hilversum                 | NL   |                                    |                                                                                              |
| 1990-01-06 | Nighttown                   | Rotterdam                 | NL   |                                    |                                                                                              |
| 1990-01-12 | Fenix                       | Sittard                   | NL   |                                    |                                                                                              |
| 1990-01-13 | Dielshus                    | Wommels                   | NL   |                                    | BSUR                                                                                         |
| 1990-01-20 | Sterrenbos                  | Utrecht                   | NL   |                                    | Jan Vos, Hans Dorrestijn                                                                     |
| 1990-01-20 | Gigant                      | Apeldoorn                 | NL   |                                    |                                                                                              |
| 1990-01-26 | Graanbeurs                  | Breda                     | NL   |                                    |                                                                                              |
| 1990-01-27 | Nohol                       | Edam                      | NL   |                                    |                                                                                              |
| 1990-02-02 | Gemeentehuis                | Overpelt                  | NL   |                                    | Milkmen                                                                                      |
| 1990-02-03 | Nederland Drie              | Kwintsheul                | NL   |                                    |                                                                                              |
| 1990-02-09 | De Korenbeurs               | Delft                     | NL   |                                    |                                                                                              |
| 1990-02-10 | J.C. Kompleks               | Heerhugowaard             | NL   |                                    |                                                                                              |
| 1990-02-16 | Donkey Shot                 | Heemskerk                 | NL   |                                    |                                                                                              |
| 1990-02-22 | IJshal                      | Groningen                 | NL   | Sneeuwpop                          | Gruppo Sportivo, Loïs Lane                                                                   |
| 1990-02-23 | Muziekpodium Rotonde        | Berkel en Rodenrijs       | NL   |                                    |                                                                                              |
| 1990-02-24 | Paard van Troje             | Den Haag                  | NL   |                                    |                                                                                              |
| 1990-02-28 | Kraaiennest                 | Rijnsburg                 | NL   |                                    |                                                                                              |
| 1990-03-02 | Donkey Shot                 | Heemskerk                 | NL   |                                    |                                                                                              |
| 1990-03-03 | Kompasroos                  | Huizen                    | NL   |                                    |                                                                                              |
| 1990-03-09 | Vrije Vloer                 | Utrecht                   | NL   |                                    |                                                                                              |
| 1990-03-16 | J.C. Nova                   | Heerlen                   | NL   |                                    | Cold Sweat                                                                                   |
| 1990-03-17 | Xana                        | De Rijp                   | NL   |                                    |                                                                                              |
| 1990-03-23 | Jongerensoos Jonosh         | Heusden                   | NL   |                                    | The Scabs                                                                                    |
| 1990-03-24 | J.C. De Kajuit              | Uitgeest                  | NL   |                                    |                                                                                              |
| 1990-03-21 | Berenei                     | Rotterdam                 | NL   |                                    |                                                                                              |
| 1990-03-29 | Evenementenhal              | Eindhoven                 | NL   | Culturele Dag Hogeschool Eindhoven | De Gigantjes                                                                                 |
| 1990-03-31 | Serenade                    | Rotterdam                 | NL   |                                    |                                                                                              |
| 1990-04-04 | M.T.S.                      | Deventer                  | NL   | besloten                           |                                                                                              |
| 1990-04-06 | Paradiso                    | Amsterdam                 | NL   |                                    | Fast Lane                                                                                    |
| 1990-04-07 | Feesttent Casinoplein       | Middelkerke               | BE   |                                    | De Kreuners                                                                                  |
| 1990-04-14 | Palieterhal                 | Lier                      | BE   |                                    | De Kreuners                                                                                  |
| 1990-04-15 |                             | Schijndel                 | NL   | Paaspop                            | Herman Brood & His Wild Romance, Urban Dance Squad                                           |
| 1990-04-16 | Azotod                      | De Meern                  | NL   | Paasrock 1990                      | De Dijk, Dark Rose                                                                           |
| 1990-04-20 | Sfinx                       | Heerenveen                | NL   |                                    | Pitcha Gang                                                                                  |
| 1990-04-21 | Kaoetsjoek                  | Aalsmeer                  | NL   |                                    |                                                                                              |
| 1990-04-22 | Maaslandhal                 | Den Bosch                 | NL   |                                    |                                                                                              |
| 1990-04-28 | Mafcentrum                  | Maasbree                  | NL   |                                    |                                                                                              |
| 1990-04-30 | Café De Voogd               | Sassenheim                | NL   | Koninginnedag                      |                                                                                              |
| 1990-04-30 | Hedon                       | Zwolle                    | NL   | Koninginnedag                      |                                                                                              |
| 1990-05-05 | De Hout                     | Haarlem                   | NL   | Bevrijdingspop                     | Mother's Finest                                                                              |
| 1990-05-12 | Feesttent                   | Nieuwendijk               | NL   |                                    | Urban Heroes                                                                                 |
| 1990-05-15 | Veritas                     | Utrecht                   | NL   | besloten                           |                                                                                              |
| 1990-05-17 | Poppodium Atak              | Enschede                  | NL   |                                    |                                                                                              |
| 1990-05-19 | Unitas                      | Wageningen                | NL   |                                    |                                                                                              |
| 1990-05-20 | Sportpark                   | Keldonk                   | NL   | Trendpop                           | Jack Of Hearts                                                                               |
| 1990-05-24 |                             | Oostwold                  | NL   | Starpop                            | Pompers Galaxy                                                                               |
| 1990-05-26 | Nieuwe Pul                  | Uden                      | NL   |                                    |                                                                                              |
| 1990-05-26 | De Fuu                      | Swalmen                   | NL   |                                    | Copy Cat Trap                                                                                |
| 1990-05-27 | Den Deel                    | Deurne                    | NL   |                                    |                                                                                              |
| 1990-06-01 |                             | Kalmthout                 | BE   | Festival                           |                                                                                              |
| 1990-06-02 | De Eland                    | Delft                     | NL   |                                    |                                                                                              |
| 1990-06-03 | Zaal Struik                 | Lemelerveld               | NL   |                                    |                                                                                              |
| 1990-06-04 |                             | Emmeloord                 | NL   | Noppop                             |                                                                                              |
| 1990-06-06 | Huize Maas                  | Groningen                 | NL   |                                    |                                                                                              |
| 1990-06-08 | Hogeschool                  | Hengelo                   | NL   |                                    |                                                                                              |
| 1990-06-08 |                             | Nieuwegein                | NL   |                                    |                                                                                              |
| 1990-06-09 | Elektra                     | Sliedrecht                | NL   |                                    |                                                                                              |
| 1990-06-29 | Bastion                     | Schoonhoven               | NL   |                                    |                                                                                              |
| 1990-06-30 | 't 3de Merg                 | Leopoldsbrug              | BE   |                                    | Bad Influence                                                                                |
| 1990-07-01 | Walhalla                    | Deurne                    | NL   |                                    | Boogie Boy, Bob Color, Kadanz                                                                |
| 1990-07-06 | Stedelijk Gymnasium         | Leiden                    | NL   | Schoolfeest (besloten)             |                                                                                              |
| 1990-07-07 |                             | St. Jacobiparochie        | NL   | JacPop                             |                                                                                              |
| 1990-07-14 | De Botte Hommel             | Bergen Op Zoom            | NL   |                                    |                                                                                              |
| 1990-07-15 |                             | Leidschendam              | NL   | Vlietpop                           | Inmates, Whisky Priests                                                                      |
| 1990-07-15 | Rockschot                   | Aarschot                  | BE   |                                    | Gruppo Sportivo, De Kreuners                                                                 |
| 1990-07-19 | Valkhofpark                 | Nijmegen                  | NL   |                                    |                                                                                              |
| 1990-07-21 |                             | Gingelom                  | BE   | Festival                           | The Scabs, The Scene                                                                         |
| 1990-08-03 |                             | Tielen                    | BE   | Mazelrock                          | Derek & The Dirt                                                                             |
| 1990-08-04 |                             | Rekem                     | BE   | Snipperrock                        | Raymond van het Groenewoud, The Scabs                                                        |
| 1990-08-05 | Melkweg                     | Amsterdam                 | NL   |                                    | Indian Summer                                                                                |
| 1990-08-11 | Sportvelden                 | Burgum                    | NL   | Waldrock 1990                      | Pigmeat, Reboelje, Jewel, Gringos Locos, Bad To The Bone, Kristi Rose & The Midnight Walkers |
| 1990-08-17 | Gymzaal                     | Oploo                     | NL   |                                    | Bad To The Bone                                                                              |
| 1990-08-19 | Recreatieterrein de Weijver | Hoogwoud                  | NL   | Zomerpop                           | Passionate Hartless, Bob Color, The Scene, Claw Boys Claw                                    |
| 1990-08-19 |                             | Gemert                    | NL   | Zebrarock                          | Logdawn                                                                                      |
| 1990-08-25 | Gonne Circuit               | Meeuwen-Gruitrode/Bocholt | BE   | Rock Around The Clock 1990         | Herman Brood & His Wild Romance, Golden Earring                                              |
| 1990-08-25 | Voetbalveld                 | Humbeek-Grimbergen        | BE   | Palmfestival 1990                  | Skyblasters                                                                                  |
| 1990-09-01 | Buk Buk                     | Heiloo                    | NL   |                                    |                                                                                              |
| 1990-09-08 | De Beukenhof                | Eeklo                     | BE   |                                    |                                                                                              |
| 1990-09-15 | Dorpshuis                   | Heerde                    | NL   |                                    |                                                                                              |
| 1990-09-22 | Boerderij                   | Schagen                   | NL   |                                    |                                                                                              |
| 1990-09-28 | Cultureel Centrum Bidler    | Wergea                    | NL   |                                    | Pigmeat                                                                                      |
| 1990-09-29 | Willemeen                   | Arnhem                    | NL   |                                    |                                                                                              |
| 1990-10-13 | De Koog                     | Noord-Scharwoude          | NL   |                                    |                                                                                              |
| 1990-10-20 | De Neng                     | Hoogland                  | NL   |                                    |                                                                                              |
| 1990-10-25 | AOR                         | Eindhoven                 | NL   |                                    |                                                                                              |
| 1990-10-26 | De Pol                      | Aalten                    | NL   |                                    | Maximum Bob                                                                                  |
| 1990-10-27 | De Bliksem                  | Brummen                   | NL   |                                    |                                                                                              |
| 1990-10-28 | De Bliksem                  | Brummen                   | NL   | Fanclubdag                         |                                                                                              |
| 1990-10-31 | De Vooruit                  | Gent                      | BE   | CD presentie "Met Hart En Ziel"    | Single presentatie Gorky - Anja                                                              |
| 1990-11-02 | Tivoli                      | Utrecht                   | NL   |                                    | Wreckless Eric                                                                               |
| 1990-11-03 | Par. Centrum                | Dadizele                  | BE   |                                    | Hugo Matthijsen & De Bomen                                                                   |
| 1990-11-08 | Meervaart                   | Amsterdam                 | NL   |                                    |                                                                                              |
| 1990-11-09 | Patronaat                   | Haarlem                   | NL   |                                    | Anastacia Screamed (Boston)                                                                  |
| 1990-11-10 | Troll                       | Hoorn                     | NL   |                                    |                                                                                              |
| 1990-11-15 | Meervaart                   | Amsterdam                 | NL   |                                    |                                                                                              |
| 1990-11-16 | Het Kasteel                 | Alphen aan den Rijn       | NL   |                                    |                                                                                              |
| 1990-11-17 | Drieluik                    | Zaandam                   | NL   |                                    |                                                                                              |
| 1990-11-23 | B52                         | Hulsberg                  | NL   |                                    |                                                                                              |
| 1990-11-24 | Kern                        | Purmerend                 | NL   |                                    |                                                                                              |
| 1990-11-29 | Universiteit Twente         | Enschede                  | NL   |                                    | Angela & The Rude                                                                            |
| 1990-11-30 | Paradox                     | Antwerpen                 | BE   |                                    | Paradogs                                                                                     |
| 1990-12-01 | Evenementenhal              | Bergen Op Zoom            | NL   | Festival                           | De Dijk, The Scene                                                                           |
| 1990-12-08 | 't Beest                    | Goes                      | NL   |                                    |                                                                                              |
| 1990-12-14 | Tagrijn                     | Hilversum                 | NL   |                                    |                                                                                              |
| 1990-12-15 | Zopo                        | Horst                     | NL   |                                    |                                                                                              |
| 1990-12-21 | Cultureel Centrum           | Bornem                    | BE   |                                    | The Scene, De Dijk                                                                           |
| 1990-12-22 | Hoeve                       | Hoofddorp                 | NL   |                                    |                                                                                              |
| 1990-12-23 | Zaal Struik                 | Lemelerveld               | NL   |                                    |                                                                                              |
| 1990-12-26 | Manege Taxandria            | Diessen                   | NL   | Sneeuwpop                          | Kevin Coyne, Trio Hell, Raymond van 't Groenewoud                                            |
| 1990-12-26 | Nieuwe Pul                  | Uden                      | NL   |                                    |                                                                                              |
| 1990-12-28 | Sportschuur Daatmet         | Liedekerke                | BE   |                                    | The Wolf Banes, Mama's Jasje                                                                 |
| 1990-12-29 | R17                         | Grootebroek               | NL   |                                    |                                                                                              |
| 1990-12-30 | Paradiso                    | Amsterdam                 | NL   |                                    | Noordkaap                                                                                    |

## 1991
| DATUM      | LOCATIE                           | PLAATS              | LAND | EXTRA INFO                                                               | ANDERE BANDS                                                                                                 |
| ---------- | --------------------------------- | ------------------- | ---- | ------------------------------------------------------------------------ | --- |
| 1991-01-04 | Paard van Troje                   | Den Haag            | NL   |                                                                          | |
| 1991-01-05 | Glazuur                           | Glabbeek            | BE   |                                                                          | |
| 1991-01-05 | De Oosterpoort                    | Groningen           | NL   | Noorderslag 1991                                                         | Claw Boys Claw                                                                                               |
| 1991-01-11 | Graanbeurs                        | Breda               | NL   |                                                                          | |
| 1991-01-12 | Kompleks                          | Heerhugowaard       | NL   |                                                                          | |
| 1991-01-17 | Noorderligt                       | Tilburg             | NL   |                                                                          | Ramona's |
| 1991-01-18 | Boerderij                         | Zoetermeer          | NL   |                                                                          | |
| 1991-01-19 | LVC                               | Leiden              | NL   |                                                                          | |
| 1991-01-20 | Ritz                              | Hasselt             | BE   |                                                                          | |
| 1991-01-25 | Nighttown                         | Rotterdam           | NL   |                                                                          | Fastlane |
| 1991-01-26 | Gigant                            | Apeldoorn           | NL   |                                                                          | |
| 1991-01-27 | Rockpalace                        | Heino               | NL   |                                                                          | |
| 1991-02-01 | Oudebrug                          | Middenmeer          | NL   |                                                                          | |
| 1991-02-02 | Dingus                            | Venray              | NL   |                                                                          | |
| 1991-02-03 | Dollenburg                        | De Goorn            | NL   |                                                                          | Tight Sox |
| 1991-02-08 | Bibelot                           | Dordrecht           | NL   |                                                                          | |
| 1991-02-09 | Glazuur                           | Glabbeek            | BE   |                                                                          | |
| 1991-02-13 | Ancienne Belgique                 | Brussel             | BE   |                                                                          | The Scene, MAM                                                                                               |
| 1991-02-15 | Donkey Shot                       | Heemskerk           | NL   |                                                                          | |
| 1991-02-16 | JO                                | Cleper              | BE   |                                                                          | |
| 1991-02-21 | Expohallen                        | Kortrijk            | BE   |                                                                          | |
| 1991-02-22 | Kobus                             | Zeeland (N-B)       | NL   |                                                                          | |
| 1991-02-23 | Harmonie                          | Blokker             | NL   |                                                                          | |
| 1991-02-24 | Pakhuus                           | Silvolde            | NL   |                                                                          | |
| 1991-03-01 | Fenix                             | Sittard             | NL   |                                                                          | |
| 1991-03-02 | De Vriendschap                    | Spanbroek           | NL   |                                                                          | |
| 1991-03-05 | Nighttown                         | Rotterdam           | NL   |                                                                          | |
| 1991-03-08 | PSOR                              | Delft               | NL   |                                                                          | |
| 1991-03-09 | De Overtoom                       | Gorredijk           | NL   |                                                                          | |
| 1991-03-10 | Watjang                           | Oirlo               | NL   |                                                                          | Copy Cat Trap                                                                                                |
| 1991-03-13 | Lido                              | Leuven              | BE   |                                                                          | |
| 1991-03-15 | Parochiezaal                      | Tongerlo            | BE   |                                                                          | The Scene |
| 1991-03-16 | Vriendschap                       | t Veld              | NL   |                                                                          | Jack Of Hearts                                                                                               |
| 1991-03-17 | Zaal Takens                       | Balkbrug            | NL   |                                                                          | |
| 1991-03-22 | Feesttent                         | Lommel              | BE   |                                                                          | |
| 1991-03-23 | Sater                             | Leidschendam        | NL   |                                                                          | |
| 1991-03-27 | De Vooruit                        | Gent                | BE   |                                                                          | |
| 1991-03-29 | So What                           | Gouda               | NL   |                                                                          | |
| 1991-03-30 | Brielpoort                        | Deinze              | BE   |                                                                          | Raymond van het Groenewoud, Noordkaap                                                                        |
| 1991-03-31 | Azotod                            | De Meern            | NL   | Paasrock                                                                 | Fischer Z |
| 1991-04-05 | Nirwana                           | Lierop              | NL   |                                                                          | |
| 1991-04-06 | Gintsezaal                        | Oostrozebeke        | BE   |                                                                          | Gorky |
| 1991-04-12 | Veemarkthallen                    | Utrecht             | NL   | 71e lustrum Rijksuniversiteit Utrecht                                    | Bob Color |
| 1991-04-13 | Gebouwtje Meerpad                 | Amsterdam           | NL   | Amsterdam Noord                                                          | |
| 1991-04-14 | Oudejans                          | De Rijp             | NL   |                                                                          | Tight Sox |
| 1991-04-18 | Gemeentelijke Feestzaal           | Geel                | BE   |                                                                          | Noordkaap |
| 1991-04-19 | Imperium                          | Rotterdam           | NL   |                                                                          | |
| 1991-04-20 | Mafcentrum                        | Maasbree            | NL   |                                                                          | |
| 1991-04-26 | De Hert                           | Opdorp              | BE   |                                                                          | Mama's Jasje                                                                                                 |
| 1991-04-27 | De Loo                            | Tessenderlo         | BE   |                                                                          | Gotcha!, Noordkaap                                                                                           |
| 1991-04-30 | Luxor                             | Neede               | NL   | Koninginnedag                                                            | |
| 1991-05-03 | Bolwerk                           | Sneek               | NL   |                                                                          | |
| 1991-05-04 | Michielsschool                    | Merelbeke           | BE   |                                                                          | |
| 1991-05-05 |                                   | Amsterdam           | NL   | Bevrijdingsfestival                                                      | De Dijk, Loïs Lane                                                                                           |
| 1991-05-05 |                                   | Zwolle              | NL   | Bevrijdingsfestival                                                      | La Lupa, Hessel                                                                                              |
| 1991-05-08 | Sporthal                          | Nijlen              | BE   |                                                                          | |
| 1991-05-09 | Lindenoordhal                     | Wolvega             | NL   |                                                                          | Goldrush |
| 1991-05-10 | Feesttent                         | Zundert             | NL   |                                                                          | Jan Smit Band                                                                                                |
| 1991-05-11 | Rijksschool                       | Izegem              | BE   |                                                                          | |
| 1991-05-17 | 't Spiraal                        | Rijkevorsel         | BE   |                                                                          | |
| 1991-05-19 | Stadsfeestzaal                    | Aarschot            | BE   |                                                                          | |
| 1991-05-20 | Draf- en Renbaan Limburg          | Landgraaf           | NL   | Pinkpop 1991                                                             | Living Colour, Lenny Kravitz                                                                                 |
| 1991-05-24 | Feesttent                         | Nieuwveen           | NL   |                                                                          | The Scene |
| 1991-05-25 | La Rochelle                       | Roggel              | NL   |                                                                          | Copy Cat Trap                                                                                                |
| 1991-05-26 | Terrein Sporting S.               | Schermerhorn        | NL   | Rock Schermerhorn                                                        | Nits, Won Ton Ton                                                                                            |
| 1991-05-31 | Hedon                             | Zwolle              | NL   |                                                                          | |
| 1991-06-01 | Kraaiennest                       | Rijnsburg           | NL   |                                                                          | |
| 1991-06-02 | Den Deel                          | Deurne              | NL   | Regio Popdag, 10e editie                                                 | The Scene, The Jack Of Hearts, Rowwen Hèze                                                                   |
| 1991-06-08 | Landgoed Beeckestijn              | Driehuis            | NL   | Beeckestijn Pop                                                          | The Scene, Rowwen Hèze                                                                                       |
| 1991-06-08 | Feesttent                         | Hengevelde          | NL   |                                                                          | Raymond van het Groenewoud, The Scene                                                                        |
| 1991-06-28 | Feesttent                         | St. Niklaas         | BE   |                                                                          | Excessives                                                                                                   |
| 1991-06-29 |                                   | Huizen              | NL   | Huizpop                                                                  | Clouseau |
| 1991-06-29 | Eucalypta                         | Winterswijk         | NL   |                                                                          | Wings Of Steel                                                                                               |
| 1991-06-30 | Agricohal                         | Langedijk           | NL   |                                                                          | De Dijk, Loïs Lane                                                                                           |
| 1991-07-13 | Tripkouw                          | Midwoud             | NL   |                                                                          | Straatarm |
| 1991-07-19 | Plok                              | Didam               | NL   |                                                                          | |
| 1991-07-22 | Heldenplein                       | Heist Aan Zee       | BE   | Kneistival 1991                                                          | Always Loved You                                                                                             |
| 1991-07-24 | Ooievaar                          | Uitgeest            | NL   |                                                                          | |
| 1991-07-26 |                                   | Bladel              | NL   | Bladelse Feesten                                                         | Little Miss Strange                                                                                          |
| 1991-07-27 | Sportcomplex                      | Geel                | BE   | Geelhouse Rock                                                           | One From Yellow, Pitti Polak, The Radios, Raymond van het Groenewoud, The Scabs, Willy Deville, Nils Lofgren |
| 1991-07-28 | Tuin Booymans Van Beuningen       | Rotterdam           | NL   |                                                                          | |
| 1991-08-03 |                                   | Zelzate             | BE   | Katse Feesten                                                            | Gorky, Romans                                                                                                |
| 1991-08-04 | Ruiterterrein                     | Essen               | BE   | Ambiorex Festival 1991                                                   | |
| 1991-08-09 | Manege                            | Margraten           | NL   |                                                                          | |
| 1991-08-10 |                                   | Bellingen           | BE   | Halfoogstfeest                                                           | Soulsister                                                                                                   |
| 1991-08-11 | Manege                            | Best                | NL   |                                                                          | |
| 1991-08-13 | Oude Markt                        | Leuven              | BE   | Marktrock 1991                                                           | The Scene, Rayond van het Groenewoud                                                                         |
| 1991-08-16 | Feesttent                         | Aartrijke           | BE   |                                                                          | |
| 1991-08-17 | De Tank                           | Landen              | BE   |                                                                          | The Wolf Banes, Pitti Polak                                                                                  |
| 1991-08-18 | Hof van de Pastoor                | Gierle              | BE   | Sjockfestival 1991                                                       | Claw Boys Claw, Paranoiacs, The Jack Of Hearts                                                               |
| 1991-08-23 |                                   | Kronenberg          | NL   | Oogstfeest                                                               | The Jack Of Hearts                                                                                           |
| 1991-08-24 | Waterlooplein                     | Amsterdam           | NL   | Uitmarkt                                                                 | |
| 1991-08-29 |                                   | Winterthur          | CH   | Musikfestwoche                                                           | Rowwen Hèze                                                                                                  |
| 1991-08-31 | Sporthal                          | Leest               | BE   | Doetsjé Rock 1991                                                        | Popgun, Raymond van het Groenewoud                                                                           |
| 1991-09-06 | Tivoli                            | Utrecht             | NL   |                                                                          | Baden Banden, Heart Core                                                                                     |
| 1991-09-07 | Bouhof                            | Leeuwarden          | NL   |                                                                          | Klinkhamer                                                                                                   |
| 1991-09-13 | Buk Buk                           | Heiloo              | NL   |                                                                          | |
| 1991-09-14 | S.O.S.                            | Ridderkerk          | NL   |                                                                          | |
| 1991-09-20 | Burgerweeshuis                    | Deventer            | NL   |                                                                          | The Regiment                                                                                                 |
| 1991-09-21 | De Nieuwe Pul                     | Uden                | NL   |                                                                          | |
| 1991-09-24 | Tivoli                            | Utrecht             | NL   |                                                                          | |
| 1991-09-27 | Troll                             | Hoorn               | NL   |                                                                          | Dit Of Dat                                                                                                   |
| 1991-09-28 | Nederland 3                       | Wateringen          | NL   |                                                                          | |
| 1991-09-29 | Oud Brabant                       | Oosterhout          | NL   |                                                                          | |
| 1991-10-05 | Gonne Circuit / Cultureel Centrum | Meeuwen-Gruitrode   | BE   |                                                                          | Claw Boys Claw                                                                                               |
| 1991-10-06 | Stadsfeestzaal                    | Antwerpen           | BE   |                                                                          | God Nabij |
| 1991-10-12 | Willemeen                         | Arnhem              | NL   |                                                                          | |
| 1991-10-13 | Zaal Struik                       | Lemelerveld         | NL   |                                                                          | |
| 1991-10-18 | De Peppel                         | Zeist               | NL   |                                                                          | |
| 1991-10-19 | t Dorpshuis                       | Heerde              | NL   |                                                                          | |
| 1991-10-25 | Patronaat                         | Haarlem             | NL   |                                                                          | |
| 1991-10-26 | De Bliksem                        | Brummen             | NL   |                                                                          | |
| 1991-10-31 | De Vooruit                        | Gent                | BE   |                                                                          | |
| 1991-11-01 |                                   | Westmalle           | BE   |                                                                          | |
| 1991-11-02 | Sportschuur                       | Roeselaere          | NL   |                                                                          | |
| 1991-11-09 | Medua                             | Meteren             | NL   |                                                                          | |
| 1991-11-15 | Kompleks                          | Heerhugowaard       | NL   |                                                                          | |
| 1991-11-16 | De Schakel                        | Zevenbergen         | NL   |                                                                          | |
| 1991-11-29 | Universiteit Twente               | Enschede            | NL   | Lustrum TU                                                               | |
| 1991-11-30 |                                   | Roeselaere          | BE   | CJP Feest                                                                | Candymen |
| 1991-12-06 | De Vereeniging                    | Nijmegen            | NL   |                                                                          | |
| 1991-12-07 | Nohol                             | Edam                | NL   |                                                                          | |
| 1991-12-13 | De Breul                          | Zeist               | NL   |                                                                          | |
| 1991-12-14 | De Hoeve                          | Hoofddorp           | NL   |                                                                          | |
| 1991-12-20 | Het Kasteel                       | Alphen aan den Rijn | NL   |                                                                          | |
| 1991-12-21 | De Overtoom                       | Gorredijk           | NL   |                                                                          | |
| 1991-12-27 | Lunenburg                         | Loosbroek           | NL   |                                                                          | |
| 1991-12-28 | R17                               | Grootebroek         | NL   |                                                                          | |
| 1991-12-31 | NOS TV                            |                     | NL   | Rick de Leeuw en Rob de Weerd, TV opname "Dans je de hele nacht met mij" | |

## 1992
| DATUM      | LOCATIE                                | PLAATS               | LAND | EXTRA INFO                                                                 | ANDERE BANDS                                     |
| ---------- | -------------------------------------- | -------------------- | ---- | -------------------------------------------------------------------------- | ------------------------------------------------ |
| 1992-01-04 | Neng                                   | Hoogland             | NL   |                                                                            |                                                  |
| 1992-01-11 | De Schakel                             | Zevenbergen          | NL   |                                                                            | Don't Call Us                                    |
| 1992-01-18 | Buk Buk                                | Heiloo               | NL   |                                                                            |                                                  |
| 1992-01-25 | 't Stuupke                             | Boekel               | NL   |                                                                            |                                                  |
| 1992-01-29 | AOR                                    | Eindhoven            | NL   |                                                                            |                                                  |
| 1992-01-31 | Parapodium                             | Winsum               | NL   |                                                                            |                                                  |
| 1992-02-01 | Dorpshuis Prins Maurits                | Nieuwe Niedorp       | NL   |                                                                            |                                                  |
| 1992-02-08 | Medua                                  | Meteren              | NL   |                                                                            |                                                  |
| 1992-02-09 | Canix                                  | Lottum               | NL   |                                                                            |                                                  |
| 1992-02-14 | Nirwana                                | Lierop               | NL   |                                                                            |                                                  |
| 1992-02-15 | Zaal3                                  | Heesch               | NL   |                                                                            |                                                  |
| 1992-02-22 | Tjou                                   | Oudewater            | NL   |                                                                            |                                                  |
| 1992-02-28 | 't Voorhuys                            | Emmeloord            | NL   |                                                                            | Erwin Nijhoff                                    |
| 1992-02-29 | Metropool                              | Hengelo              | NL   |                                                                            |                                                  |
| 1992-03-07 | Het Stek                               | Hazerswoude-Dorp     | NL   |                                                                            |                                                  |
| 1992-03-21 | De Flint                               | Amersfoort           | NL   | De Flint stadshal                                                          |                                                  |
| 1992-03-22 | Brogum                                 | Zierikzee            | NL   |                                                                            |                                                  |
| 1992-03-24 | Ancienne Belgique                      | Brussel              | BE   |                                                                            | The Scabs                                        |
| 1992-03-27 | Fioretti College                       | Lisse                | NL   |                                                                            |                                                  |
| 1992-03-28 | Theater De Muzeval                     | Emmen                | NL   |                                                                            |                                                  |
| 1992-04-01 | Elegast                                | Deventer             | NL   |                                                                            |                                                  |
| 1992-04-04 | Sporthal                               | Beselare             | BE   | Podi-Jum Rock 1992                                                         | The Radios, Soulsister                           |
| 1992-04-05 | Zaal Takens                            | Balkbrug             | NL   |                                                                            |                                                  |
| 1992-04-09 |                                        | Diepenbeek           | BE   | Campusrock                                                                 | Gorky                                            |
| 1992-04-10 | Wallstreet                             | Hilversum            | NL   |                                                                            |                                                  |
| 1992-04-17 | Witte Theater                          | IJmuiden             | NL   |                                                                            |                                                  |
| 1992-04-18 |                                        | Zieuwent             | NL   | Paaspop                                                                    |                                                  |
| 1992-04-19 | Azotod                                 | De Meern             | NL   | Paaspop                                                                    | Golden Earring                                   |
| 1992-04-24 | Patronaat                              | Haarlem              | NL   |                                                                            |                                                  |
| 1992-04-25 | Unitas                                 | Wageningen           | NL   |                                                                            |                                                  |
| 1992-04-26 |                                        | Wageningen           | NL   | Fanclubdag                                                                 |                                                  |
| 1992-04-28 | Nighttown                              | Rotterdam            | NL   |                                                                            |                                                  |
| 1992-04-29 | Feesttent                              | Groot-Ammers         | NL   |                                                                            |                                                  |
| 1992-05-01 | Hanenhof                               | Geleen               | NL   | Opening Meimaand Cultuurmaand                                              | The Scabs                                        |
| 1992-05-02 | De Koog                                | Noord-Scharwoude     | NL   |                                                                            |                                                  |
| 1992-05-05 |                                        | Leeuwarden           | NL   | Bevrijdingsfestival                                                        |                                                  |
| 1992-05-07 | Nighttown                              | Rotterdam            | NL   |                                                                            |                                                  |
| 1992-05-08 | Kobus                                  | Zeeland (N-B)        | NL   |                                                                            |                                                  |
| 1992-05-09 | LVC                                    | Leiden               | NL   |                                                                            |                                                  |
| 1992-05-10 |                                        | Hilversum            | NL   | Radioprogramma "Leidsekade Live"                                           |                                                  |
| 1992-05-13 | IJsselhallen Bovenzaal (Meerhal)       | Zwolle               | NL   | Splashtival                                                                | Erwin Nijhof, La Lupa                            |
| 1992-05-15 | Tagrijn                                | Hilversum            | NL   |                                                                            |                                                  |
| 1992-05-16 | De Overtoom                            | Gorredijk            | NL   |                                                                            |                                                  |
| 1992-05-22 | Tivoli                                 | Utrecht              | NL   |                                                                            | Fast Lane                                        |
| 1992-05-23 | Gigant                                 | Apeldoorn            | NL   |                                                                            |                                                  |
| 1992-05-24 |                                        | Slagharen            | NL   | Festival                                                                   | The Jack Of Hearts, Herman Brood                 |
| 1992-05-27 | CC De Kimpel                           | Bilzen               | BE   |                                                                            |                                                  |
| 1992-05-28 | Feesttent                              | Zundert              | NL   | Festival                                                                   | Pater Moeskroen                                  |
| 1992-05-29 | Donkey Shot                            | Heemskerk            | NL   |                                                                            |                                                  |
| 1992-05-30 | Drieluik                               | Zaandam              | NL   |                                                                            |                                                  |
| 1992-06-03 | Lorre                                  | Delft                | NL   |                                                                            |                                                  |
| 1992-06-04 | Vrijhof                                | Enschede             | NL   |                                                                            | The Scene                                        |
| 1992-06-05 | De Oosterpoort                         | Groningen            | NL   |                                                                            |                                                  |
| 1992-06-06 | Sporthal                               | Maastricht           | NL   |                                                                            |                                                  |
| 1992-06-07 | De Swing                               | Nijmegen             | NL   |                                                                            |                                                  |
| 1992-06-12 | Noorderligt                            | Tilburg              | NL   |                                                                            | Fast Lane                                        |
| 1992-06-13 | De Bonkelaar                           | Sliedrecht           | NL   |                                                                            |                                                  |
| 1992-06-14 | Feesttent                              | Sevenum              | NL   |                                                                            |                                                  |
| 1992-06-19 | Graanbeurs                             | Breda                | NL   |                                                                            |                                                  |
| 1992-06-20 | Paard van Troje                        | Den Haag             | NL   |                                                                            |                                                  |
| 1992-06-21 |                                        | Emden - Ostfriesland | DE   | Festival                                                                   |                                                  |
| 1992-06-24 | Paradox                                | Antwerpen            | BE   |                                                                            |                                                  |
| 1992-06-25 | De Vooruit                             | Gent                 | BE   |                                                                            |                                                  |
| 1992-06-27 | Paradiso                               | Amsterdam            | NL   |                                                                            | Gorky                                            |
| 1992-06-30 | Ancienne Belgique                      | Brussel              | BE   |                                                                            |                                                  |
| 1992-07-03 | Feesttent                              | Brummen              | NL   |                                                                            | The Scene                                        |
| 1992-07-31 | Ooievaar                               | Uitgeest             | NL   |                                                                            |                                                  |
| 1992-08-01 | Grenslandhallen                        | Hasselt              | BE   | Have Fun 1992                                                              | The Radios, Noordkaap, The Scabs                 |
| 1992-08-07 | JH Bunker                              | Glabbeek             | BE   | Strandfuif 1992                                                            |                                                  |
| 1992-08-08 |                                        | Lokeren              | BE   | Lokerse Feesten                                                            | Les Tambours Du Bronx                            |
| 1992-08-09 | Kleine Spouwen                         | Spouwen              | BE   | Spouwer Rock Festival 1992                                                 | Pitti Pollak, Gorky                              |
| 1992-08-12 | Lunenburg                              | Loosbroek            | NL   |                                                                            |                                                  |
| 1992-08-14 | Slot Zeist                             | Zeist                | NL   |                                                                            |                                                  |
| 1992-08-15 | Ohioplein                              | Oudenaarde           | BE   | Schelderock 1992                                                           | Dinky Toys, The Wolf Banes, The Scabs            |
| 1992-08-21 | Feesttent                              | Lichtaart            | BE   |                                                                            |                                                  |
| 1992-08-22 | Openluchttheater De Maat               | Eibergen             | NL   |                                                                            | Gruppo Sportivo                                  |
| 1992-08-29 | Bibelot                                | Dordrecht            | NL   |                                                                            |                                                  |
| 1992-08-30 | een huiskamer                          | Sassenheim           | NL   | huiskameroptreden, voorafgaand aan optreden Kasteel in Alphen aan den Rijn |                                                  |
| 1992-08-30 | Het Kasteel                            | Alphen aan den Rijn  | NL   | ná huiskameroptreden                                                       |                                                  |
| 1992-08-30 | Don Bosco                              | Zoeterwoude          | NL   |                                                                            |                                                  |
| 1992-09-04 | Feesttent                              | Haarlem              | NL   |                                                                            |                                                  |
| 1992-09-05 | Het Kasteel                            | Alphen aan den Rijn  | NL   |                                                                            |                                                  |
| 1992-09-11 | Hageveld                               | Heemstede            | NL   | akoestisch                                                                 |                                                  |
| 1992-09-11 | Walhalla                               | Vogelwaarde          | NL   | Festival                                                                   |                                                  |
| 1992-09-12 | Open lucht                             | Lommel               | BE   | Festival Rockwood                                                          | The Scene, Stray Cats                            |
| 1992-09-18 | Feesttent                              | Gullegem             | BE   | Festival                                                                   | Spo Dee O Dee                                    |
| 1992-09-19 | Zaal Struik                            | Lemelerveld          | NL   |                                                                            |                                                  |
| 1992-09-20 | Willem II                              | Den Bosch            | NL   |                                                                            |                                                  |
| 1992-09-26 | Kasteeldomein de Blondel de Beauregard | Viane-Geraardsbergen | BE   | Via-Rock Open Air Festival 1992                                            | The Scabs, The Scene, Uriah Heep, The Stranglers |
| 1992-10-03 | Handelsbeurs                           | Antwerpen            | BE   |                                                                            | Raymond van het Groenewoud                       |
| 1992-10-10 | Tjou                                   | Oudewater            | NL   |                                                                            |                                                  |
| 1992-10-16 | Aloysius College                       | Den Haag             | NL   |                                                                            |                                                  |
| 1992-10-24 | Gemeentehal                            | Vosselaar            | BE   | Festival                                                                   |                                                  |
| 1992-10-31 | De Bliksem                             | Brummen              | NL   |                                                                            |                                                  |
| 1992-11-01 | Sporthal                               | Gistel               | BE   |                                                                            | The Japs                                         |
| 1992-11-07 | Cultureel Centrum                      | Gruitrode            | BE   |                                                                            | The Japs                                         |
| 1992-11-13 | Manege                                 | St. Truiden          | BE   |                                                                            |                                                  |
| 1992-11-14 | Dielshus                               | Wommels              | NL   |                                                                            |                                                  |
| 1992-11-21 | Utopia                                 | Drunen               | NL   |                                                                            |                                                  |
| 1992-11-28 | Sporthal                               | Humbeek              | BE   |                                                                            |                                                  |
| 1992-12-01 | De Vooruit                             | Gent                 | BE   |                                                                            | Gorky, The Japs                                  |
| 1992-12-05 | Lux                                    | Herenthout           | BE   |                                                                            | The Japs, ZBIG                                   |
| 1992-12-12 | Virgilius                              | Delft                | NL   |                                                                            |                                                  |
| 1992-12-16 | Evenementenhal                         | Groningen            | NL   |                                                                            |                                                  |
| 1992-12-18 | Crabeth College                        | Gouda                | NL   |                                                                            |                                                  |
| 1992-12-19 | De Overtoom                            | Gorredijk            | NL   |                                                                            |                                                  |

## 1993
| DATUM      | LOCATIE                   | PLAATS                    | LAND | EXTRA INFO                                                                      | ANDERE BANDS                                                                    |
| ---------- | ------------------------- | ------------------------- | ---- | ------------------------------------------------------------------------------- | ------------------------------------------------------------------------------- |
| 1993-01-15 | Vestingbar                | Enschede                  | NL   | Akoestisch                                                                      |                                                                                 |
| 1993-01-16 | Manege Broeksie           | Esbeek                    | NL   |                                                                                 | Pater Moeskroen                                                                 |
| 1993-01-20 | Elegast                   | Deventer                  | NL   | Akoestisch                                                                      |                                                                                 |
| 1993-01-27 | Kraaienest                | Rijnsburg                 | NL   | Akoestisch                                                                      |                                                                                 |
| 1993-01-28 | Atak                      | Enschede                  | NL   |                                                                                 |                                                                                 |
| 1993-01-30 | Melkweg                   | Amsterdam                 | NL   |                                                                                 |                                                                                 |
| 1993-02-06 | De Eland                  | Delft                     | NL   |                                                                                 |                                                                                 |
| 1993-02-12 | De Kroon                  | Amsterdam                 | NL   |                                                                                 |                                                                                 |
| 1993-02-13 | Willemeen                 | Arnhem                    | NL   |                                                                                 |                                                                                 |
| 1993-02-17 | AOR                       | Eindhoven                 | NL   | Akoestisch                                                                      |                                                                                 |
| 1993-02-18 |                           | Groningen                 | NL   | Sneeuwpop                                                                       |                                                                                 |
| 1993-02-19 | Gigant                    | Apeldoorn                 | NL   |                                                                                 |                                                                                 |
| 1993-02-20 | Time Out                  | Wassenaar                 | NL   |                                                                                 |                                                                                 |
| 1993-02-26 | De Peppel                 | Zeist                     | NL   |                                                                                 |                                                                                 |
| 1993-02-27 | Zaal Marbol               | Geraardsbergen            | BE   |                                                                                 |                                                                                 |
| 1993-03-05 | Donkey Shot               | Heemskerk                 | NL   |                                                                                 |                                                                                 |
| 1993-03-06 | Metropool                 | Hengelo                   | NL   |                                                                                 |                                                                                 |
| 1993-03-07 | Zaal Takens               | Balkbrug                  | NL   |                                                                                 |                                                                                 |
| 1993-03-11 | Café De Kroon             | Amsterdam                 | NL   |                                                                                 |                                                                                 |
| 1993-03-12 | Feesttent                 | Turnhout                  | BE   |                                                                                 |                                                                                 |
| 1993-03-13 | Het Stek                  | Hazerswoude-Dorp          | NL   |                                                                                 |                                                                                 |
| 1993-03-19 | Fenix                     | Sittard                   | NL   |                                                                                 |                                                                                 |
| 1993-03-20 | De Neng                   | Hoogland                  | NL   |                                                                                 |                                                                                 |
| 1993-03-26 | Vrije Vloer               | Utrecht                   | NL   |                                                                                 |                                                                                 |
| 1993-03-27 | LVC                       | Leiden                    | NL   |                                                                                 |                                                                                 |
| 1993-04-01 | Unitas                    | Utrecht                   | NL   |                                                                                 |                                                                                 |
| 1993-04-02 | Sfinx                     | Heerenveen                | NL   |                                                                                 |                                                                                 |
| 1993-04-03 | Buk Buk                   | Heiloo                    | NL   |                                                                                 |                                                                                 |
| 1993-04-08 | Noorderligt               | Tilburg                   | NL   | Economenfeest                                                                   |                                                                                 |
| 1993-04-10 | Grenslandhallen           | Hasselt                   | BE   |                                                                                 |                                                                                 |
| 1993-04-11 | Festivaltent Meerstraat   | Oosterzele-Scheldewindeke | BE   | Windo Rock 1993                                                                 | Slade, Golden Earring, The Scabs, Rowwen Hèze, The Wolf Banes, Litfiba, De Mens |
| 1993-04-11 | Azotod                    | De Meern                  | NL   | Paaspop                                                                         |                                                                                 |
| 1993-04-17 | De Botte Hommel           | Bergen Op Zoom            | NL   |                                                                                 |                                                                                 |
| 1993-04-23 | Kobus                     | Zeeland (N-B)             | NL   |                                                                                 |                                                                                 |
| 1993-04-24 | Gigant                    | Apeldoorn                 | NL   |                                                                                 |                                                                                 |
| 1993-04-30 | Openlucht                 | Leiden                    | NL   |                                                                                 |                                                                                 |
| 1993-05-01 | Karregat                  | Eindhoven                 | NL   |                                                                                 | Betty Blue                                                                      |
| 1993-05-02 | Taxandriahal- 't Zolderke | Waalwijk                  | NL   |                                                                                 | The Scene, La Lupa                                                              |
| 1993-05-07 | Dingus                    | Venray                    | NL   | Ac(oustisch?)                                                                   |                                                                                 |
| 1993-05-08 | Malieveld                 | Den Haag                  | NL   |                                                                                 |                                                                                 |
| 1993-05-14 |                           | Vriezenveen               | NL   | Viennapop                                                                       |                                                                                 |
| 1993-05-18 | Mensa Universiteit        | Nijmegen                  | NL   | Lustrumfeest K.U.                                                               |                                                                                 |
| 1993-05-20 | Feesttent                 | St. Isidorushoeve         | NL   |                                                                                 |                                                                                 |
| 1993-05-21 | Tagrijn                   | Hilversum                 | NL   |                                                                                 |                                                                                 |
| 1993-05-22 | Patronaat                 | Haarlem                   | NL   |                                                                                 |                                                                                 |
| 1993-05-25 | Café De Kroon             | Amsterdam                 | NL   | VPRO Radio 2 ‘Ekkel Horizontaal’, gepresenteerd door Daan Ekkel en Willem Ekkel |                                                                                 |
| 1993-05-29 | Café De Ruif              | Tuitjehoorn               | NL   |                                                                                 |                                                                                 |
| 1993-06-06 | Feesttent                 | Haarle                    | NL   |                                                                                 |                                                                                 |
| 1993-06-11 | Gooiland                  | Hilversum                 | NL   |                                                                                 |                                                                                 |
| 1993-06-12 | Hedon                     | Zwolle                    | NL   |                                                                                 |                                                                                 |
| 1993-06-13 | Den Deel                  | Deurne                    | NL   | Regio Popdag, 12e editie (jaartal nog controleren)                              | Betty Serveert, Tuxedo Buck                                                     |
| 1993-06-18 | So What                   | Gouda                     | NL   |                                                                                 |                                                                                 |
| 1993-06-19 |                           | Hoogwoud                  | NL   | Zomerpop                                                                        | Cropdusters                                                                     |
| 1993-06-19 |                           | Emmen                     | NL   | Festival                                                                        |                                                                                 |
| 1993-06-20 |                           | Heesch                    | NL   | Meulepop                                                                        |                                                                                 |
| 1993-06-21 |                           | Den Haag                  | NL   | NIET Parkpop                                                                    |                                                                                 |
| 1993-06-25 | Postbrug                  | Den Helder                | NL   |                                                                                 |                                                                                 |
| 1993-06-26 | Zaal Struik               | Lemelerveld               | NL   |                                                                                 |                                                                                 |
| 1993-06-27 | Vondelpark                | Amsterdam                 | NL   |                                                                                 |                                                                                 |
| 1993-08-01 | Amphitheater              | Biddinghuizen             | NL   | Flevo Zomer Sound Festival, van 31-07 t/m 31-08                                 | Powerplay, The Radios, Normaal                                                  |
| 1993-08-07 | Feesttent                 | Almkerk                   | NL   |                                                                                 |                                                                                 |
| 1993-08-14 | Openlucht De Schure       | Holten                    | NL   |                                                                                 | Captain Gumbo                                                                   |
| 1993-08-17 | Woolloo Moolloo           | Utrecht                   | NL   |                                                                                 |                                                                                 |
| 1993-08-19 | V.U.                      | Amsterdam                 | NL   | introductiefeest (besloten)                                                     |                                                                                 |
| 1993-08-20 | Feesttent                 | Neede                     | NL   |                                                                                 | Vitesse                                                                         |
| 1993-08-21 | Tiensestraat/Schoolstraat | Kortenaken                | BE   | Boerenrock 1993                                                                 | Belgian Asociality, Dinky Toys                                                  |
| 1993-08-21 |                           | Zelzate                   | BE   | Festival                                                                        |                                                                                 |
| 1993-08-28 | Bibelot                   | Dordrecht                 | NL   |                                                                                 |                                                                                 |
| 1993-09-06 | WRZV Hallen               | Zwolle                    | NL   | Hogeschool (besloten)                                                           |                                                                                 |
| 1993-09-08 | Open lucht Oude Markt     | Enschede                  | NL   | Studenten Manifestatie                                                          |                                                                                 |
| 1993-09-11 | Feesttent                 | Heemstede                 | NL   | besloten                                                                        |                                                                                 |
| 1993-09-18 | Amsterdamse Bos           | Amsterdam                 | NL   |                                                                                 | Mother's Finest, Herman Brood                                                   |
| 1993-09-19 | Feesttent                 | Heeten                    | NL   |                                                                                 | Damaged Brain                                                                   |
| 1993-09-24 | Het Kasteel               | Alphen aan den Rijn       | NL   |                                                                                 |                                                                                 |
| 1993-09-25 | Sporthal                  | Oud-Heverlee              | BE   | Festival                                                                        | Paranoiacs, Candy Men                                                           |
| 1993-10-02 | City Theater (Bioscoop)   | Schijndel                 | NL   |                                                                                 |                                                                                 |
| 1993-10-08 | J.C. De Boerderij         | Beekbergen                | NL   |                                                                                 |                                                                                 |
| 1993-10-09 | Unitas                    | Wageningen                | NL   |                                                                                 |                                                                                 |
| 1993-10-16 | De Kern                   | Purmerend                 | NL   |                                                                                 |                                                                                 |
| 1993-10-22 | C-3                       | Soest                     | NL   |                                                                                 |                                                                                 |
| 1993-10-23 | Harmonie                  | Blokker                   | NL   |                                                                                 |                                                                                 |
| 1993-10-30 | Nederland III             | Wateringen                | NL   |                                                                                 |                                                                                 |
| 1993-11-06 |                           | Joure                     | NL   |                                                                                 |                                                                                 |
| 1993-11-13 | Café Bloemenlust          | Breezand                  | NL   |                                                                                 |                                                                                 |
| 1993-11-18 | Hof ter Loo               | Borgerhout                | BE   |                                                                                 |                                                                                 |
| 1993-11-18 |                           | Antwerpen                 | BE   |                                                                                 |                                                                                 |
| 1993-11-19 |                           | Oldenzaal                 | NL   | besloten schoolfeest                                                            |                                                                                 |
| 1993-11-20 | Pius X                    | Volendam                  | NL   |                                                                                 | The Copycat Trap                                                                |
| 1993-12-10 | Nederlands Congresgebouw  | Den Haag                  | NL   | Midwinter Muziekfestival - BUMAfeest (besloten)                                 |                                                                                 |
| 1993-12-11 | Dielshus                  | Wommels                   | NL   |                                                                                 | Common Brain                                                                    |
| 1993-12-18 | Stedelijk Gymnasium       | Leiden                    | NL   | besloten                                                                        |                                                                                 |
| 1993-12-26 | The Gate                  | Uitgeest                  | NL   | datum kan ook 17-12-1993 zijn                                                   |                                                                                 |

## 1994
| DATUM      | LOCATIE                              | PLAATS              | LAND | EXTRA INFO                                        | ANDERE BANDS                                                            |
| ---------- | ------------------------------------ | ------------------- | ---- | ------------------------------------------------- | ----------------------------------------------------------------------- |
| 1994-03-05 | Sleep-in Arena                       | Amsterdam           | NL   | Fanclubdag                                        |                                                                         |
| 1994-03-12 | Utopia                               | Drunen              | NL   |                                                   |                                                                         |
| 1994-03-19 | Het Stek                             | Hazerswoude-Dorp    | NL   |                                                   |                                                                         |
| 1994-03-24 | Magdalenazaal                        | Brussel             | BE   | Studentenfeest                                    |                                                                         |
| 1994-03-26 | Zaal Struik                          | Heino               | NL   |                                                   |                                                                         |
| 1994-03-27 | De Botte Hommel                      | Bergen Op Zoom      | NL   |                                                   |                                                                         |
| 1994-03-31 | Hal De Nieuwe Valk                   | Leuven              | BE   | Valkfeesten                                       | Pieter-Jan De Smet, Counterfelt Stones                                  |
| 1994-04-01 | Azotod                               | De Meern            | NL   | Paaspop                                           |                                                                         |
| 1994-04-02 | De Overtoom                          | Gorredijk           | NL   |                                                   |                                                                         |
| 1994-04-03 | Schijndel                            | Schijndel           | NL   | Paaspop                                           | De Dijk, Burma Shave, Les Charmeurs                                     |
| 1994-04-07 | Villa65                              | Hilversum           | NL   | VPRO-radioprogramma "Villa65"                     |                                                                         |
| 1994-04-08 | It - Records                         | Amsterdam           | NL   | Akoestisch instore optreden                       |                                                                         |
| 1994-04-09 | Paard van Troje                      | Den Haag            | NL   |                                                   |                                                                         |
| 1994-04-10 | 't Poorthuis                         | Peer                | BE   |                                                   |                                                                         |
| 1994-04-15 | Gemeentelijke Feestzaal              | Machelen            | BE   |                                                   | Nemo                                                                    |
| 1994-04-16 | Buk Buk                              | Heiloo              | NL   |                                                   |                                                                         |
| 1994-04-22 | Graanbeurs                           | Breda               | NL   |                                                   |                                                                         |
| 1994-04-23 | De Bliksem                           | Brummen             | NL   |                                                   |                                                                         |
| 1994-04-24 | LVC                                  | Leiden              | NL   |                                                   |                                                                         |
| 1994-04-29 | Patronaat                            | Haarlem             | NL   |                                                   |                                                                         |
| 1994-04-30 | Feesttent Vrijhof                    | Vierlingsbeek       | NL   | Koninginnedag                                     |                                                                         |
| 1994-05-01 | Feesttent Possozplein                | Halle               | BE   | Halle Live                                        | Moby Dick, Evil Superstars, De Lama's, Nemo, The Choice, Ashbury Faith  |
| 1994-05-02 | De Vooruit                           | Gent                | BE   |                                                   | Milk The Bishop, The Boondocks                                          |
| 1994-05-05 | Openlucht                            | Almere              | NL   | Bevrijdingsfestival                               | Ten Sharp, De Jazzpolitie                                               |
| 1994-05-06 | Stadsschouwburg                      | Sittard             | NL   |                                                   | Gorki                                                                   |
| 1994-05-07 | Burgerweeshuis                       | Deventer            | NL   |                                                   |                                                                         |
| 1994-05-13 | De Oosterpoort                       | Groningen           | NL   |                                                   | Gorki                                                                   |
| 1994-05-14 | Time Out                             | Wassenaar           | NL   |                                                   |                                                                         |
| 1994-05-19 | Nighttown                            | Rotterdam           | NL   |                                                   | Gorki                                                                   |
| 1994-05-20 | Tagrijn                              | Hilversum           | NL   |                                                   |                                                                         |
| 1994-05-21 | De Boerderij                         | Zoetermeer          | NL   |                                                   |                                                                         |
| 1994-05-26 | Vestingbar                           | Enschede            | NL   | Studentenfeest                                    |                                                                         |
| 1994-05-28 | Feesttent Terrein FC Spaans Kwartier | De Klinge           | BE   | Klingrock                                         | The Romans, Shine, Prodigal Sons                                        |
| 1994-05-29 | Luxor Live                           | Arnhem              | NL   |                                                   |                                                                         |
| 1994-06-03 | Gigant                               | Apeldoorn           | NL   |                                                   |                                                                         |
| 1994-06-04 | Zaal Pruim                           | Zevenhuizen         | NL   |                                                   |                                                                         |
| 1994-06-04 | Zuidoosthal                          | Emmen               | NL   |                                                   |                                                                         |
| 1994-06-09 | De Eland                             | Delft               | NL   |                                                   |                                                                         |
| 1994-06-10 | Feesttent                            | Kollumerzwaag       | NL   |                                                   | supportact van Golden Earring                                           |
| 1994-06-11 |                                      | IJmuiden            | NL   | Beeckesteinpop                                    |                                                                         |
| 1994-06-17 | So What                              | Gouda               | NL   |                                                   |                                                                         |
| 1994-06-18 | Bronkhorsterveer                     | Brummen             | NL   | Pontfeest                                         | Gorki, Nine Below Zero, A Girl Called Johnny                            |
| 1994-06-24 | Studenten Sociëteit                  | Alkmaar             | NL   | De Minirock                                       | Eindeloos                                                               |
| 1994-07-02 | That's Live                          | Overdinkel          | NL   |                                                   |                                                                         |
| 1994-07-09 | Feesttent                            | Zevergem-De Plinte  | BE   |                                                   | The Choice, Noordkaap                                                   |
| 1994-07-10 |                                      | Middelbeers         | NL   | Splinterfestival                                  |                                                                         |
| 1994-08-04 |                                      | Lemelerveld         | NL   | Feestweek                                         |                                                                         |
| 1994-08-06 |                                      | Denderleeuw         | BE   | Festival                                          |                                                                         |
| 1994-08-06 | Tent                                 | Zelzate             | BE   | Katse Feesten                                     | Sweater, The Choice, Jason Rawhead, Stuffed Babies On Wheels, Noordkaap |
| 1994-08-12 | Warandepark                          | Brussel             | BE   |                                                   |                                                                         |
| 1994-08-16 | AOR                                  | Eindhoven           | NL   |                                                   |                                                                         |
| 1994-08-19 | Stadsgehoorzaal                      | Leiden              | NL   | Leidse Studenten introductieweek El Cid Slotfeest |                                                                         |
| 1994-08-20 | De Schakel                           | Zevenbergen         | NL   |                                                   |                                                                         |
| 1994-08-25 | Nighttown                            | Rotterdam           | NL   |                                                   |                                                                         |
| 1994-08-27 | De Bierton                           | Ittersum            | NL   |                                                   |                                                                         |
| 1994-09-03 | Ijsbreker                            | Leusden             | NL   |                                                   |                                                                         |
| 1994-09-10 | Springtime                           | Halen               | BE   |                                                   |                                                                         |
| 1994-09-11 | Paradiso                             | Amsterdam           | NL   |                                                   | Gorki                                                                   |
| 1994-09-17 | Het Kasteel                          | Alphen aan den Rijn | NL   |                                                   |                                                                         |
| 1994-09-24 | Obsessie                             | Bussum              | NL   |                                                   |                                                                         |
| 1994-09-30 | Tivoli                               | Utrecht             | NL   |                                                   |                                                                         |
| 1994-10-01 | De Koog                              | Noord-Scharwoude    | NL   |                                                   |                                                                         |
| 1994-10-07 | De Nieuwe Pul                        | Uden                | NL   |                                                   |                                                                         |
| 1994-10-08 | Sporthal                             | Ternat              | BE   | Rock Ternat                                       | Jarco Jarviss, Begian Asociality, Hallo Venray, The Scene, Burma Shave  |
| 1994-10-14 | Vestingbar                           | Enschede            | NL   |                                                   |                                                                         |
| 1994-10-15 | Schouwburg Harmonie (Zaailand)       | Leeuwarden          | NL   |                                                   |                                                                         |
| 1994-10-21 | Luxor Live                           | Arnhem              | NL   |                                                   |                                                                         |
| 1994-10-23 | JHJ Hoek                             | Geldrop             | NL   |                                                   |                                                                         |
| 1994-10-26 | Elegast                              | Deventer            | NL   |                                                   |                                                                         |
| 1994-10-28 | Noorderligt                          | Tilburg             | NL   |                                                   | Gorki                                                                   |
| 1994-10-29 | Harmonie                             | Oosterblokker       | NL   |                                                   |                                                                         |
| 1994-11-05 | Hedon                                | Zwolle              | NL   |                                                   |                                                                         |
| 1994-11-12 | MPI                                  | Klerken             | BE   |                                                   |                                                                         |
| 1994-11-12 | Parochiezaal                         | Houthulst (Klerken) | BE   | Woudrock                                          | Nightlife, Betty Goes Green                                             |
| 1994-11-18 | Fenix                                | Sittard             | NL   |                                                   |                                                                         |
| 1994-11-19 | Zaal Struik                          | Heino               | NL   |                                                   |                                                                         |
| 1994-11-25 | De Peppel                            | Zeist               | NL   |                                                   |                                                                         |
| 1994-11-27 | Merthal                              | Horst               | NL   | Bevrijdingsrock                                   | Prodigal (Sons?)                                                        |
| 1994-12-03 | Nohol                                | Edam                | NL   |                                                   |                                                                         |
| 1994-12-09 | De Nieuwe Pul                        | Uden                | NL   |                                                   |                                                                         |
| 1994-12-10 | Bibelot                              | Dordrecht           | NL   |                                                   |                                                                         |
| 1994-12-17 | De Klink                             | Koudum              | NL   |                                                   |                                                                         |

## 1995
| DATUM      | LOCATIE                        | PLAATS                   | LAND | EXTRA INFO                                   | ANDERE BANDS |
| ---------- | ------------------------------ | ------------------------ | ---- | -------------------------------------------- | --- |
| 1995-01-07 | Jeugdhuis Ten Goudberghe/Chiro | Wevelgem                 | BE   | akoestisch                                   | |
| 1995-01-09 | Bellevue Club/Luna Theater     | Brussel                  | BE   | akoestisch                                   | |
| 1995-01-12 | Doc's Bar                      | Leuven                   | BE   | akoestisch                                   | |
| 1995-01-13 | Rex                            | Essen                    | BE   | akoestisch                                   | |
| 1995-01-14 | Jeugdhuis Het Uur              | Meerbeke / Ninove        | BE   | akoestisch                                   | |
| 1995-01-15 | Zaal De Zwerver                | Leffinge                 | BE   | akoestisch                                   | |
| 1995-01-19 | Caruso                         | Gent                     | BE   | akoestisch                                   | |
| 1995-01-20 | Chiro                          | Zutendaal                | BE   |                                              | |
| 1995-01-20 | Cactus                         | Brugge                   | BE   | akoestisch                                   | |
| 1995-01-21 | JH Club 9                      | Koersel                  | BE   | akoestisch                                   | Django Blue, The Boondocks |
| 1995-01-22 | Jeugdhuis Nijdrop              | Opwijk                   | BE   | akoestisch                                   | Django Blue |
| 1995-02-03 | Café Maze                      | Den Helder               | NL   |                                              | |
| 1995-02-03 | De Bliksem                     | Den Helder               | NL   | akoestisch                                   | |
| 1995-02-04 | Koperen Droes                  | Druten                   | NL   | akoestisch                                   | |
| 1995-02-05 | De Herberg                     | Vorden                   | NL   |                                              | |
| 1995-02-09 |                                | Groningen                | NL   | Sneeuwpop, versterkt                         | |
| 1995-02-10 | OLS                            | Den Haag                 | NL   |                                              | |
| 1995-02-11 | Brogum                         | Zierikzee                | NL   |                                              | |
| 1995-02-12 | 't Pakhuus                     | Silvolde                 | NL   |                                              | |
| 1995-02-17 | Nirwana                        | Lierop                   | NL   |                                              | |
| 1995-02-11 | 't Gebouwtje                   | Amsterdam                | NL   |                                              | |
| 1995-02-19 | Bosuil                         | Weert                    | NL   |                                              | |
| 1995-02-24 | Splotz                         | Roelofarendsveen         | NL   |                                              | |
| 1995-02-25 | Den Ticht                      | St. Jan in Ermo/Bentille | BE   | Kriebelrock                                  | Little Susie, De Mens |
| 1995-03-04 | Buk Buk                        | Heiloo                   | NL   |                                              | |
| 1995-03-11 | Sporthallen Zuid               | Amsterdam                | NL   | Benefiet Live Music For Life tbv jeugdkanker | Desier, Chicas Del Rock, Clouseau, Roots Syndicate, Donor, Pater Moeskroen, Hallo Venray, presentatie Hans Schiffers + Mai Tai |
| 1995-03-18 | Het Stek                       | Hazerswoude-Dorp         | NL   |                                              | |
| 1995-04-01 | De Mijze                       | Schermerhorn             | NL   | Rock Schermerhorn                            | De Dijk |
| 1995-04-14 | t Heem                         | Hattem                   | NL   |                                              | |
| 1995-04-16 | Zegendijk                      | Zieuwent                 | NL   | Paaspop                                      | Hans Dulfer, Les Charmeurs |
| 1995-04-21 | Sportpaleis                    | Merkem                   | BE   |                                              | |
| 1995-04-21 |                                | Antwerpen                | BE   | Nekka Nacht                                  | Boudewijn de Groot, Noordkaap                                                                                                  |
| 1995-04-22 | 't Dielshûs ('t Bosk)          | Wommels                  | NL   |                                              | |
| 1995-04-29 | Cascade                        | Zoeterwoude              | NL   |                                              | |
| 1995-05-06 |                                | Birmingham               | US   | Holland Street Festival                      | |
| 1995-05-07 |                                | Birmingham               | US   | Holland Street Festival                      | |
| 1995-05-21 | Schiphol                       | Haarlemmermeer           | NL   |                                              | |
| 1995-05-21 | Feesttent                      | Hamont Achel             | BE   | Strandparty                                  | |
| 1995-05-26 | Tent                           | Melsele                  | BE   | Aardbeifeesten                               | Clouseau |
| 1995-05-27 | Spiegeltent                    | Roosendaal               | NL   |                                              | |
| 1995-06-02 | Vrijthof                       | Hilvarenbeek             | NL   | Elastiek Muziek Festival                     | The Great Oogly Woogly, Vals Licht                                                                                             |
| 1995-06-03 | Xinix                          | Nieuwendijk              | NL   | akoestisch                                   | |
| 1995-06-08 | Koperen Droes                  | Druten                   | NL   |                                              | |
| 1995-06-09 | Vrije Vloer                    | Utrecht                  | NL   |                                              | |
| 1995-06-10 | De Piek                        | Vlissingen               | NL   |                                              | |
| 1995-06-11 | Pandemonium                    | Vlaardingen              | NL   | akoestisch                                   | Zwart/Wit |
| 1995-06-13 | De Uitstad                     | Tilburg                  | NL   |                                              | |
| 1995-06-16 | Malgre Tout                    | Meeden                   | NL   |                                              | |
| 1995-06-17 | De Hoogte                      | Enkhuizen                | NL   |                                              | |
| 1995-06-18 | De Ruif                        | Chaam                    | NL   | akoestisch                                   | |
| 1995-07-27 | Heldenplein                    | Knokke-Heist             | BE   | Kneistival 1995                              | The Choice |
| 1995-07-28 | Tent                           | Kalmthout                | BE   | Bogerfeesten                                 | Grocer Jack, Soulsister |
| 1995-07-29 | Markt                          | Tienen                   | BE   | Suikerrock 1995                              | Soapstone, Gorki, Raymond van het Groenewoud, Tom Robinson Band                                                                |
| 1995-08-06 | Vondelpark Openluchttheater    | Amsterdam                | NL   |                                              | Jan Rot |
| 1995-08-11 | Van Meurspark                  | Heerde                   | NL   | Festival                                     | The Amp, Brainbell Janglers, Sweet Jane, Magic Fish                                                                            |
| 1995-08-12 | Oude Vismijn                   | Lokeren                  | BE   | Fonnefeesten                                 | |
| 1995-08-21 | RSG                            | Rotterdam                | NL   |                                              | |
| 1995-08-26 | Oudestrijdersplein             | Poperingen               | BE   | Marktrock                                    | Frank Boeijen, Golden Earring                                                                                                  |
| 1995-08-26 | Stationsstraat 5               | Landlede                 | BE   | Skalulfeesten                                | |
| 1995-09-01 | Magnifiosi                     | Lisse                    | NL   |                                              | |
| 1995-09-09 | Groenehovepark                 | Gouda                    | NL   | Groenpop Festival                            | Osdorp Posse, The Treble Spankers, Blind Justice                                                                               |
| 1995-09-09 | Feesttent                      | Tongerlo                 | BE   |                                              | |
| 1995-09-10 | Feesttent                      | Groessen                 | NL   | Festival                                     | |
| 1995-09-15 | Theater Aan Het Spui           | Den Haag                 | NL   |                                              | |
| 1995-09-16 | Schuttershof Sint Kruis        | Brugge                   | BE   |                                              | |
| 1995-09-17 | Open lucht                     | Lauwe                    | BE   |                                              | |
| 1995-09-24 | Uitmarkt                       | Utrecht                  | NL   | Uitmarkt                                     | |
| 1995-09-26 | Café De Uitstad                | Tilburg                  | NL   |                                              | |
| 1995-09-30 | Bibelot                        | Dordrecht                | NL   |                                              | |
| 1995-11-10 | De Peppel                      | Zeist                    | NL   |                                              | |
| 1995-11-13 | Stairway To Heaven             | Utrecht                  | NL   | akoestische set presentatie Hotel Nostalgia  | |
| 1995-11-17 | Atlantis                       | Alkmaar                  | NL   |                                              | |
| 1995-11-18 | Utopia                         | Drunen                   | NL   |                                              | |
| 1995-11-24 | Luxor Live                     | Arnhem                   | NL   |                                              | |
| 1995-11-25 | Azotod                         | De Meern                 | NL   |                                              | |
| 1995-12-01 | Tagrijn                        | Hilversum                | NL   |                                              | |
| 1995-12-02 | Het Kasteel                    | Alphen aan den Rijn      | NL   |                                              | |
| 1995-12-08 | Zaal Stegeman                  | Laren                    | NL   |                                              | |
| 1995-12-09 | De Oosterpoort                 | Groningen                | NL   |                                              | |
| 1995-12-15 | Christelijk Lyceum             | Veenendaal               | NL   | Schoolfeest (besloten)                       | |
| 1995-12-16 | De Botte Hommel                | Bergen Op Zoom           | NL   |                                              | |
| 1995-12-20 | AOR                            | Eindhoven                | NL   |                                              | |
| 1995-12-21 |                                | Amsterdam                | NL   | VU feest                                     | |
| 1955-12-22 | Brielpoort                     | Deinze                   | BE   | X-Masshow                                    | Soulwax, Red Zebra, The Scabs, K's Choice                                                                                      |
| 1995-12-23 | De Oosterpoort                 | Groningen                | NL   |                                              | |
| 1995-12-24 | De Bliksem                     | Brummen                  | NL   |                                              | |
| 1995-12-26 | Zaal Struik                    | Heino                    | NL   |                                              | |
| 1995-12-29 | Paradiso Grote Zaal            | Amsterdam                | NL   |                                              | Ro & The Paradise Funk |
| 1995-12-30 | De IJsbreker                   | Leusden                  | NL   |                                              | |
| 1995-12-31 | Argus                          | Alkmaar                  | NL   |                                              | |

## 1996
| DATUM      | LOCATIE                     | PLAATS          | LAND | EXTRA INFO                         | ANDERE BANDS                                                    |
| ---------- | --------------------------- | --------------- | ---- | ---------------------------------- | --------------------------------------------------------------- |
| 1996-01-05 | Paard van Troje             | Den Haag        | NL   |                                    |                                                                 |
| 1996-01-12 | Poppodium Atak              | Enschede        | NL   |                                    |                                                                 |
| 1996-01-13 | LVC                         | Leiden          | NL   |                                    |                                                                 |
| 1996-01-26 | Tivoli                      | Utrecht         | NL   |                                    |                                                                 |
| 1996-01-27 | Patronaat                   | Haarlem         | NL   |                                    |                                                                 |
| 1996-01-31 | Elegast                     | Deventer        | NL   |                                    |                                                                 |
| 1996-02-01 | Noorderligt                 | Tilburg         | NL   |                                    | dubbelconcert met De Raggende Manne                             |
| 1996-02-02 | Donkey Shot                 | Heemskerk       | NL   |                                    |                                                                 |
| 1996-02-03 | De Botte Hommel             | Bergen Op Zoom  | NL   |                                    |                                                                 |
| 1996-02-09 | Boerderij                   | Zoetermeer      | NL   |                                    |                                                                 |
| 1996-02-23 | JH 't Choseken              | Drongelen       | BE   |                                    |                                                                 |
| 1996-02-24 | Harmonie                    | (Ooster)blokker | NL   |                                    |                                                                 |
| 1996-03-02 | Drieluik                    | Zaandam         | NL   |                                    |                                                                 |
| 1996-03-02 | Witte Theater               | IJmuiden        | NL   |                                    |                                                                 |
| 1996-03-15 | Romi Goldmuntz Centre       | Antwerpen       | BE   |                                    |                                                                 |
| 1996-03-16 | City Theater                | Schijndel       | NL   |                                    | De Raggende Manne                                               |
| 1996-03-29 | Limburg Hallen              | Genk            | BE   |                                    | Gorki                                                           |
| 1996-03-30 | Hedon                       | Zwolle          | NL   |                                    |                                                                 |
| 1996-04-06 | Kantine                     | Amsterdam       | NL   |                                    |                                                                 |
| 1996-04-07 | Azotod                      | De Meern        | NL   | Paasrock 1996                      | Slagerij van Kampen                                             |
| 1996-04-13 | Podi*jum - Feesttent        | Beselare        | BE   |                                    | De Raggende Manne, Rowwen Hèze, Noordkaap, Red Zebra, Levellers |
| 1996-04-19 | Van der Togt Museum         | Amsterdam       | NL   |                                    |                                                                 |
| 1996-04-20 | 't Stuupke                  | Boekel          | NL   |                                    |                                                                 |
| 1996-04-26 | Maartenswouden              | Drachten        | NL   |                                    |                                                                 |
| 1996-04-27 | Buk Buk                     | Heiloo          | NL   |                                    |                                                                 |
| 1996-05-05 | Noorderpark                 | Leiden          | NL   | Bevrijdingsfestival                | The Shoes                                                       |
| 1996-05-09 | Hogeschool Brabant          | Den Bosch       | NL   |                                    |                                                                 |
| 1996-05-16 | Manege Den Esch             | Zuidwolde       | NL   | Indorppop 1996                     |                                                                 |
| 1996-05-24 | TH                          | Rijswijk        | NL   |                                    |                                                                 |
| 1996-05-31 |                             | Delft           | NL   | Bouwkundefeest                     |                                                                 |
| 1996-06-02 | De Bommel                   | Breda           | NL   |                                    |                                                                 |
| 1996-06-08 | JH Access                   | Venhuizen       | NL   |                                    |                                                                 |
| 1996-06-21 |                             | Zandvoort       | NL   | Midzomernacht Dopegezinde Gemeente |                                                                 |
| 1996-06-22 | Hoboken                     | Rotterdam       | NL   |                                    |                                                                 |
| 1996-06-30 | Elisabethpark               | Brussel         | BE   |                                    | Arthur Ebeling, Gé Rijnders                                     |
| 1996-08-12 | Minerva                     | Leiden          | NL   |                                    |                                                                 |
| 1996-08-15 | Tivoli                      | Utrecht         | NL   |                                    |                                                                 |
| 1996-08-18 | Recreatiegebied Spaarnwoude | Halfweg         | NL   | Racism Beat It Festival            |                                                                 |
| 1996-08-19 | Stadsfeestzaal              | Overijse        | BE   |                                    |                                                                 |
| 1996-08-24 | Open Lucht                  | Ede             | NL   |                                    |                                                                 |
| 1996-08-31 | Jeugdsociëteit 't Farmhouse | Oude Wetering   | NL   | Farmpop                            |                                                                 |
| 1996-09-05 |                             | Amstelveen      | NL   | Uilenpop                           |                                                                 |
| 1996-09-07 | Tent                        | Haarlem         | NL   |                                    |                                                                 |
| 1996-09-09 | Feesttent                   | Sinaai          | BE   |                                    |                                                                 |
| 1996-10-12 |                             | Heinkenszand    | NL   | Scoutrock                          |                                                                 |
| 1996-11-17 | Bibelot                     | Dordrecht       | NL   |                                    |                                                                 |
| 1996-12-23 | Paradiso Grote Zaal         | Amsterdam       | NL   |                                    |                                                                 |

## 1997
| DATUM      | LOCATIE                      | PLAATS               | LAND | EXTRA INFO                                                                             | ANDERE BANDS                                                                           |
| ---------- | ---------------------------- | -------------------- | ---- | -------------------------------------------------------------------------------------- | -------------------------------------------------------------------------------------- |
| 1997-02-10 | Stairway To Heaven           | Utrecht              | NL   |                                                                                        |                                                                                        |
| 1997-02-11 | Plaza Café                   | Arnhem               | NL   |                                                                                        |                                                                                        |
| 1997-02-12 | Plan C                       | Rotterdam            | NL   |                                                                                        |                                                                                        |
| 1997-02-18 | Café Overstag                | Groningen            | NL   |                                                                                        |                                                                                        |
| 1997-02-19 | Le Monde                     | Enschede             | NL   |                                                                                        |                                                                                        |
| 1997-02-20 | Paradiso                     | Amsterdam            | NL   |                                                                                        |                                                                                        |
| 1997-02-22 | Het Stek                     | Hazerswoude-Dorp     | NL   |                                                                                        |                                                                                        |
| 1997-02-26 | Clinique                     | Maastricht           | NL   |                                                                                        |                                                                                        |
| 1997-02-27 | Café Bolle                   | Tilburg              | NL   |                                                                                        |                                                                                        |
| 1997-03-20 | Studio Amstel, VPRO          | Amsterdam            | NL   |                                                                                        |                                                                                        |
| 1997-03-30 | Feesttent Stokerij Van Damme | Balegem / Oosterzele | BE   | Windo Rock 1997                                                                        | Deviate, Bloem, Arno & The Subrovnicks                                                 |
| 1997-04-06 | Azotod                       | De Meern             | NL   | Fanclubdag                                                                             |                                                                                        |
| 1997-04-13 | Paradiso Kleine Zaal         | Amsterdam            | NL   | Leidsekade Live, Radioprogramma                                                        |                                                                                        |
| 1997-04-17 | Vestingbar                   | Enschede             | NL   |                                                                                        |                                                                                        |
| 1997-04-18 | Donkey Shot                  | Heemskerk            | NL   |                                                                                        |                                                                                        |
| 1997-04-19 | Het Kasteel                  | Alphen aan den Rijn  | NL   |                                                                                        |                                                                                        |
| 1997-04-25 | Stadsschouwburg              | Groningen            | NL   |                                                                                        |                                                                                        |
| 1997-04-30 | Muziektent                   | Voorthuizen          | NL   | Koninginnedag                                                                          | Trio Bier                                                                              |
| 1997-05-02 | De Peppel                    | Zeist                | NL   |                                                                                        |                                                                                        |
| 1997-05-03 | Loodsen Vliegveld            | Grimbergen           | BE   | Ring Rock 1997                                                                         |                                                                                        |
| 1997-05-09 | Atlantis                     | Alkmaar              | NL   |                                                                                        |                                                                                        |
| 1997-05-10 | Azotod                       | De Meern             | NL   |                                                                                        |                                                                                        |
| 1997-05-16 | Tagrijn                      | Hilversum            | NL   |                                                                                        |                                                                                        |
| 1997-05-23 | Nic Boys                     | Nieuwveen            | NL   |                                                                                        |                                                                                        |
| 1997-05-24 | Paradiso                     | Amsterdam            | NL   |                                                                                        | Shamus                                                                                 |
| 1997-05-30 | De Herberg                   | Hardenberg/Ommen     | NL   |                                                                                        |                                                                                        |
| 1997-06-06 | Feesttent                    | Diemen               | NL   |                                                                                        |                                                                                        |
| 1997-06-07 | Terrein Wereldomroep         | Hilversum            | NL   | Radioprogramma "Spijkers met Koppen" ter gelegenheid van 50-jarig bestaan Wereldomroep | Radioprogramma "Spijkers met Koppen" ter gelegenheid van 50-jarig bestaan Wereldomroep |
| 1997-06-07 | Xinix                        | Nieuwendijk          | NL   |                                                                                        |                                                                                        |
| 1997-06-08 | Ypestock                     | Heiloo               | NL   |                                                                                        | Sjako, Van Dik Hout, Bad Manners                                                       |
| 1997-06-13 | Koperen Pot                  | Rotterdam            | NL   |                                                                                        |                                                                                        |
| 1997-06-16 |                              | Leusden              | NL   | Puddingpop                                                                             | Van Dik Hout                                                                           |
| 1997-06-21 | Bliksem                      | Brummen              | NL   |                                                                                        |                                                                                        |
| 1997-06-22 | Chasséveld                   | Breda                | NL   | Breda Barst 1997                                                                       | Channel Zero                                                                           |
| 1997-06-27 | De Steeg                     | Leunen               | NL   |                                                                                        |                                                                                        |
| 1997-06-28 | Stationsparking              | Zottegem             | BE   | Marktrock Zottegem 1997                                                                | De Mens, Guy Swinnen                                                                   |
| 1997-07-05 | Bibelot                      | Dordrecht            | NL   |                                                                                        |                                                                                        |
| 1997-07-06 |                              | Lith                 | NL   | Glitterrock                                                                            |                                                                                        |
| 1997-07-09 | Veemarkt                     | Tienen               | BE   |                                                                                        |                                                                                        |
| 1997-07-10 | Groenplaats                  | Antwerpen            | BE   |                                                                                        |                                                                                        |
| 1997-07-11 | Zeedijk                      | Oostduinkerke        | BE   |                                                                                        |                                                                                        |
| 1997-07-12 | Grote Markt                  | Dendermonde          | BE   |                                                                                        |                                                                                        |
| 1997-07-12 | 't Tapperijke                | Hoeven               | BE   |                                                                                        |                                                                                        |
| 1997-08-15 | Open Lucht Bellamyplein      | Vlissingen           | NL   |                                                                                        |                                                                                        |
| 1997-08-20 | Open lucht Delftse Hout      | Delft                | NL   | Waterdag                                                                               |                                                                                        |
| 1997-08-21 | Open Lucht Larenstein        | Velp                 | NL   |                                                                                        |                                                                                        |
| 1997-08-28 | Open Lucht                   | Zwolle               | NL   |                                                                                        |                                                                                        |
| 1997-08-29 | Warandepark                  | Brussel              | BE   | Boterhammen In Het Park 1997                                                           |                                                                                        |
| 1997-08-29 | Huize Eyckerheyde            | Wintam / Bornem      | BE   | Rock Eikerheide 1997                                                                   | The Big MMM's                                                                          |
| 1997-09-04 | Elegast                      | Deventer             | NL   |                                                                                        |                                                                                        |
| 1997-09-05 | Uilenstede                   | Amstelveen           | NL   |                                                                                        | De Raggende Manne                                                                      |
| 1997-09-06 | Tent Sporthal                | Stekene              | BE   | Crammerock 1997                                                                        | Golden Earring, De Mens, Pieter-Jan De Smet                                            |
| 1997-09-13 | Gintsezaal                   | Oostrozebeke         | BE   | Festival                                                                               |                                                                                        |
| 1997-09-17 | Café De Uitstad              | Tilburg              | NL   |                                                                                        |                                                                                        |
| 1997-09-18 | Publieke Werken              | Breda                | NL   |                                                                                        |                                                                                        |
| 1997-09-20 | De Aap                       | Breezand             | NL   |                                                                                        |                                                                                        |
| 1997-09-21 | Jan Van Ruusbroecpark        | Hoeilaart            | BE   | Nerorock 1997                                                                          | The Sands, Ashbury Faith, Guy Swinnen & Band                                           |
| 1997-09-25 | Il Glicine Sesto             | Calende              | IT   |                                                                                        |                                                                                        |
| 1997-10-30 | Boslust                      | Bergen Op Zoom       | NL   |                                                                                        |                                                                                        |
| 1997-11-01 | Roothaanhuis                 | Amsterdam            | NL   |                                                                                        | Trio Bier, De Raggende Manne                                                           |
| 1997-11-08 | De Botte Hommel              | Bergen Op Zoom       | NL   | afscheidsconcert Rob de Weerd                                                          |                                                                                        |
| 1997-11-21 | School Mauritshof            | Hoogeveen            | NL   | Eerste optreden met Phil Tilli                                                         |                                                                                        |
| 1997-11-28 | Brascour West                | Terschelling         | NL   | Tweede optreden met Phil Tilli (waarschijnlijk 05-12-1997)                             |                                                                                        |
| 1997-12-04 | Harmonie                     | Leeuwarden           | NL   |                                                                                        |                                                                                        |
| 1997-12-11 | Café Het Noord               | Schagen              | NL   |                                                                                        |                                                                                        |
| 1997-12-13 | Nirwana                      | Lierop               | NL   |                                                                                        |                                                                                        |
| 1997-12-14 | Plantage TV, VPRO            |                      | NL   |                                                                                        |                                                                                        |
| 1997-12-20 | Canix                        | Lottum               | NL   |                                                                                        |                                                                                        |
| 1997-12-21 | Acces                        | Venhuizen            | NL   |                                                                                        |                                                                                        |
| 1997-12-23 | De Vooruitgang               | Eindhoven            | NL   |                                                                                        |                                                                                        |
| 1997-12-26 | De Ark                       | Anna Paulowna        | NL   |                                                                                        |                                                                                        |
| 1997-12-27 | Mariannebar                  | Wieringerwerf        | NL   |                                                                                        |                                                                                        |

## 1998
| DATUM      | LOCATIE                 | PLAATS           | LAND | EXTRA INFO                                | ANDERE BANDS |
| ---------- | ----------------------- | ---------------- | ---- | ----------------------------------------- | ------------ |
| 1998-01-02 | De Bommel               | Breda            | NL   | semi-akoestisch                           |              |
| 1998-01-08 | Rotown                  | Rotterdam        | NL   |                                           |              |
| 1998-01-09 | Azijnfabriek            | Roermond         | NL   |                                           |              |
| 1998-01-10 | Ancienne Belgique       | Antwerpen        | BE   |                                           |              |
| 1998-01-15 | c.c. de Brouckere       | Torhout          | BE   |                                           |              |
| 1998-01-16 | Piek                    | Vlissingen       | NL   |                                           |              |
| 1998-01-17 | Cultuurcentrum De Werft | Geel             | BE   | Dutch Nostalgia                           |              |
| 1998-01-22 | Cantina                 | Angera           | IT   | Tijdens schrijfsessies voor >TK           |              |
| 1998-01-24 | Il Glicine Sesto        | Calende          | IT   | Tijdens schrijfsessies voor het album >TK |              |
| 1998-01-25 |                         | Laveno           | IT   | Tijdens schrijfsessies voor >TK           |              |
| 1998-01-31 | c.c. Scharpoord         | Knokke-Heist     | BE   |                                           |              |
| 1998-02-13 | c.c. de Werf            | Aalst            | BE   |                                           |              |
| 1998-02-20 | Donkey Shot             | Heemskerk        | NL   |                                           |              |
| 1998-02-21 | c.c. Fenikshof          | Grimbergen       | BE   |                                           |              |
| 1998-02-21 | Cultureel Centrum       | Strombeek-Bever  | BE   |                                           |              |
| 1998-03-07 | c.c. Casino             | Beringen         | BE   | Dutch Nostalgia                           |              |
| 1998-03-28 | Brogum                  | Zierikzee        | BE   |                                           |              |
| 1998-04-11 | DSC                     | Delft            | NL   |                                           |              |
| 1998-04-12 |                         | Breezand         | NL   | Paasfestival                              |              |
| 1998-04-25 | The Fuse                | Bakel            | NL   |                                           |              |
| 1998-05-29 |                         | Hilvarenbeek     | NL   | Elastiek Muziek Festival                  |              |
| 1998-05-31 | Begijnhofpark           | Kortrijk         | BE   | Stadsfeesten                              |              |
| 1998-06-26 | Cordewinders            | Veldhoven        | NL   |                                           |              |
| 1998-06-27 | Het Stek                | Hazerswoude-Dorp | NL   |                                           |              |
| 1998-06-28 |                         | Deurne           | NL   | Festival                                  |              |
| 1998-07-01 | Doornzele Dries         | Evergem          | BE   | Rock voor Specials 1998                   |              |
| 1998-07-11 |                         | Lanaken          | BE   | Festival                                  |              |
| 1998-08-04 | Oude Vismijn            | Lokeren          | BE   | Lokerse Feesten                           |              |
| 1998-08-15 | Oude Markt              | Leuven           | BE   | Marktrock 1998                            |              |
| 1998-08-21 | De Exelse Molen         | Exel             | NL   |                                           |              |
| 1998-08-23 |                         | Houten           | NL   | Woodrock                                  |              |
| 1998-08-28 | Time Out                | Gemert           | NL   |                                           |              |
| 1998-08-29 | Uitmarkt                | Amsterdam        | NL   |                                           |              |
| 1998-09-04 | Xinix                   | Nieuwendijk      | NL   |                                           |              |
| 1998-09-05 |                         | Enschede         | NL   | Jan Cremer festival                       |              |
| 1998-09-12 |                         | Tiel             | NL   | Appelpop                                  |              |
| 1998-09-17 | USC                     | Utrecht          | NL   |                                           |              |
| 1998-09-18 | Tagrijn                 | Hilversum        | NL   |                                           | Slew Jones   |
| 1998-09-19 | Vagant                  | Balkbrug         | NL   |                                           |              |
| 1998-10-17 | LVC                     | Leiden           | NL   |                                           | Grof Geschut |
| 1998-10-31 | The Atmosphere          | Sint Anthonius   | NL   |                                           |              |
| 1998-11-14 | Buk Buk                 | Heiloo           | NL   |                                           |              |
| 1998-11-19 | Alma 2                  | Leuven           | BE   |                                           |              |
| 1998-11-20 | Sleep-in Arena          | Amsterdam        | NL   |                                           |              |
| 1998-11-27 | De Peppel               | Zeist            | NL   |                                           |              |
| 1998-12-03 | Azotod                  | De Meern         | NL   |                                           |              |
| 1998-12-10 | TU Auditorium           | Eindhoven        | NL   |                                           |              |
| 1998-12-11 | AOR                     | Eindhoven        | NL   |                                           |              |
| 1998-12-12 | De IJsbreker            | Leusden          | NL   |                                           |              |
| 1998-12-18 | De Kade                 | Zaandam          | NL   |                                           |              |
| 1998-12-24 | Paradiso                | Amsterdam        | NL   |                                           | Trio Bier    |

## 1999
| DATUM      | LOCATIE                    | PLAATS              | LAND | EXTRA INFO                  | ANDERE BANDS                           |
| ---------- | -------------------------- | ------------------- | ---- | --------------------------- | -------------------------------------- |
| 1999-01-16 | Dorpshuis Medua            | Meteren             | NL   |                             |                                        |
| 1999-01-23 | Zaal Heezen                | Steenderen          | NL   |                             |                                        |
| 1999-01-28 | De Wolk                    | Nijmegen            | NL   |                             |                                        |
| 1999-01-30 | De Hoogte                  | Enkhuizen           | NL   |                             |                                        |
| 1999-03-06 | TU                         | Delft               | NL   |                             |                                        |
| 1999-03-06 | De Aap                     | Breezand            | NL   |                             |                                        |
| 1999-03-12 | JC Bouckenborgh            | Merksem             | BE   |                             |                                        |
| 1999-03-14 | De Taveerne                | Bergen              | NL   |                             |                                        |
| 1999-03-20 | De Koog                    | Noord-Scharwoude    | NL   |                             |                                        |
| 1999-03-26 | Hedon                      | Zwolle              | NL   |                             |                                        |
| 1999-04-03 | De Kelder                  | Amersfoort          | NL   |                             |                                        |
| 1999-04-04 | Azotod                     | De Meern            | NL   | Paasrock 1999               | The Scene, Van Dik Hout, Ilse de Lange |
| 1999-04-10 | JH De Bleek                | Tienen              | BE   |                             |                                        |
| 1999-04-17 | Sporthal                   | Erps-Kwerps         | BE   | Scharock 1999               |                                        |
| 1999-04-24 | Marktplein                 | Rupelmonde          | BE   |                             |                                        |
| 1999-05-08 |                            | Enkhuizen           | NL   | Hoogtepop                   |                                        |
| 1999-05-15 | Poppodium Atak             | Enschede            | NL   |                             |                                        |
| 1999-05-27 | De Doelen                  | Rotterdam           | NL   |                             |                                        |
| 1999-06-05 | Van den Berg Stichting     | Noordwijk           | NL   | Berghpop                    |                                        |
| 1999-06-12 | R17                        | Grootebroek         | NL   |                             |                                        |
| 1999-06-25 | Parking Gentstraat         | Waasmunster         | BE   | Vierschaarfeesten           |                                        |
| 1999-06-26 | Dr. Loeffpark              | Epe                 | NL   | Epop Festival 1999          |                                        |
| 1999-06-27 |                            | Brussel             | BE   | Plazeyfestival              |                                        |
| 1999-07-04 |                            | Steenderen          | NL   | Marktpop                    |                                        |
| 1999-07-09 | Sporthal                   | Sint-Eloois-Winkel  | BE   |                             |                                        |
| 1999-07-10 | Gemeentelijke School       | Knesselare          | BE   |                             |                                        |
| 1999-07-12 | Key West                   | Asten               | NL   |                             |                                        |
| 1999-07-31 | Oude Vismijn               | Lokeren             | BE   | Fonnefeesten 1999           |                                        |
| 1999-08-13 | Sint-Maartensplein         | Wervik              | BE   | Rock Op Het Plein 1999      |                                        |
| 1999-08-21 | Grote Markt                | Mechelen            | BE   | Maanrock 1999               |                                        |
| 1999-08-21 |                            | Azewijn             | NL   | Saprock                     |                                        |
| 1999-08-23 | Universiteits sportcentrum | Nijmegen            | NL   |                             |                                        |
| 1999-08-25 | Spanjeplein                | Brussel             | BE   | Boterhammen In De Stad 1999 |                                        |
| 1999-08-28 |                            | Loon Op Zand        | NL   | Kraokfestival               |                                        |
| 1999-09-04 |                            | Emmen               | NL   | Rietpop                     |                                        |
| 1999-09-10 | Chirokalen                 | Kessel Lo           | BE   |                             |                                        |
| 1999-09-15 | Evoluon                    | Eindhoven           | NL   |                             |                                        |
| 1999-09-18 | Vagant                     | Balkbrug            | NL   |                             |                                        |
| 1999-09-24 | Tagrijn                    | Hilversum           | NL   |                             |                                        |
| 1999-09-29 |                            | Leuven              | BE   | Studentenwelkom             |                                        |
| 1999-10-02 | De Gooth                   | Ridderkerk          | NL   |                             |                                        |
| 1999-10-08 | Donkey Shot                | Heemskerk           | NL   |                             |                                        |
| 1999-10-30 | Rinoceros                  | Groessen            | NL   |                             |                                        |
| 1999-10-31 | CC De Mol                  | Lier                | BE   | Popwonder 1999              |                                        |
| 1999-11-05 | Gloppe                     | Leeuwarden          | NL   |                             |                                        |
| 1999-11-06 | Het Kasteel                | Alphen aan den Rijn | NL   |                             |                                        |
| 1999-11-12 | Sub Rosa                   | Almelo              | NL   |                             |                                        |
| 1999-11-20 | De Botte Hommel            | Bergen Op Zoom      | NL   |                             |                                        |
| 1999-11-27 | IJsbreker                  | Leusden             | NL   |                             |                                        |
| 1999-12-10 | Willemeen                  | Arnhem              | NL   |                             | Manner Ohne Nerven                     |

## 2000
| DATUM      | LOCATIE                     | PLAATS             | LAND | EXTRA INFO | ANDERE BANDS |
| ---------- | --------------------------- | ------------------ | ---- | --- | --- |
| 2000-01-09 | Melkweg                     | Amsterdam          | NL   | Radio 3 opname | |
| 2000-01-15 | Het Stek                    | Hazerswoude-Dorp   | NL   | | |
| 2000-01-17 | Isabelle                    |                    | NL   | Radio 3 opname | |
| 2000-01-19 | De Unie                     | Rotterdam          | NL   | "Volgspot" NCRV Radio | |
| 2000-01-20 | JH Nijdrop                  | Opwijk             | NL   | | |
| 2000-01-22 | Het Podium                  | Hoogeveen          | NL   | | |
| 2000-01-23 |                             | Amsterdam          | NL   | "Leidse Kade Live" KRO Radio | |
| 2000-01-28 | De Fantast                  | Valkenswaard       | NL   | | |
| 2000-01-29 | Olde Beth                   | Wehl               | NL   | | |
| 2000-01-30 | De Maan                     | Arnhem             | NL   | | |
| 2000-02-02 |                             | Amsterdam          | NL   | "Club Lek", VPRO Radio | |
| 2000-02-07 | Ancienne Belgique           | Brussel            | BE   | "TMF Special", TMF TV opname, Niemand Thuis, Altijd Voor Het Eerst, Geen Kaart, Geen Plan, Geen Gids, Winnaars, Verliezers, Nu Of Nooit, Niemand Thuis op bonus CD TK | "TMF Special", TMF TV opname, Niemand Thuis, Altijd Voor Het Eerst, Geen Kaart, Geen Plan, Geen Gids, Winnaars, Verliezers, Nu Of Nooit, Niemand Thuis op bonus CD TK |
| 2000-02-11 |                             | Hilversum          | NL   | "M2", NPS TV 3 opname | |
| 2000-02-12 | De Aap                      | Breezand           | NL   | | |
| 2000-02-17 | De Wolk                     | Nijmegen           | NL   | | BON |
| 2000-02-18 |                             | Hilversum          | NL   | "Evers Staat Op", KRO Radio | |
| 2000-02-18 | Het Anker                   | St. Andries-Brugge | BE   | | |
| 2000-02-19 |                             | Brussel            | BE   | "Levende Lijven", BRT Radio | |
| 2000-02-20 |                             | Brussel            | BE   | "Zevende Dag", BRT TV | |
| 2000-02-20 | Nijdrop                     | Opwijk             | BE   | | |
| 2000-02-23 |                             | Hilversum          | NL   | "Denk Aan Henk", VARA Radio 3 | |
| 2000-02-24 | StudentenWelkom             | Leuven             | BE   | | |
| 2000-02-26 | Bibelot                     | Dordrecht          | NL   | | BON |
| 2000-02-27 |                             | Amsterdam          | NL   | "De Plantage", VPRO Televisie | |
| 2000-03-03 | Patronaat                   | Haarlem            | NL   | | BON |
| 2000-03-04 |                             | Utrecht            | NL   | "Spijkers Met Koppen", Radio 2 | |
| 2000-03-04 | Hedon                       | Zwolle             | NL   | | |
| 2000-03-09 | Manuscript                  | Oostende           | BE   | | |
| 2000-03-10 | Gigant                      | Apeldoorn          | NL   | | Boots |
| 2000-03-11 | Djem                        | Melsele            | BE   | | |
| 2000-03-11 | Fnac                        | Antwerpen          | BE   | | |
| 2000-03-12 |                             | Apeldoorn          | NL   | "Radio 2 Gala", plus Metropool Orkest, Radio 2 | |
| 2000-03-17 | Rastelli's                  | Herentals          | BE   | | |
| 2000-03-18 |                             | Apeldoorn          | NL   | "Radio 2 Gala", KRO TV opname | |
| 2000-03-18 | Café Heezen                 | Steenderen         | NL   | | |
| 2000-03-23 | Tagrijn                     | Hilversum          | NL   | | |
| 2000-03-24 | Atlantis                    | Alkmaar            | NL   | | BON |
| 2000-03-25 | Jeugdhuis Kadee             | Bornem             | BE   | "Club Brussel", radio opname | |
| 2000-03-31 | Velinx                      | Tongeren           | BE   | | Gorki |
| 2000-04-01 | N9 Villa                    | Eeklo              | BE   | | |
| 2000-04-07 | De Piek                     | Vlissingen         | NL   | | |
| 2000-04-08 | Malgre Tout                 | Meeden             | NL   | | |
| 2000-04-15 | LVC                         | Leiden             | NL   | | De Mens |
| 2000-04-19 | Malieveld                   | Den Haag           | NL   | | |
| 2000-04-21 | Jeugdhuis Sjaloom           | Machelen           | BE   | | |
| 2000-04-22 | Dorpshuis                   | Meteren            | NL   | | |
| 2000-04-23 | Utopia                      | Drunen             | NL   | | |
| 2000-04-25 |                             |                    | NL   | TMF Live akoestisch, TV opname | |
| 2000-04-26 | Paradiso Grote Zaal         | Amsterdam          | NL   | | De Mens |
| 2000-04-28 | Dierenpark Boterwaag        | Den Haag           | NL   | Koninginnenach | |
| 2000-04-29 |                             |                    | NL   | "Koninginnenach", Radio West en TV West | Dilana Smith, Is Ook Schitterend, Nilsson |
| 2000-04-29 | Festivalterrein             | Hengevelde         | NL   | Tuckerrock | |
| 2000-05-02 | Paradiso Grote Zaal         | Amsterdam          | NL   | | Opname NPS televisieprogramma Paradiso live. Ik Denk Nooit Meer Aan Jou, 1e track op bonus CD >TK                                                                     |
| 2000-05-05 |                             | Assen              | NL   | Bevrijdingspop | |
| 2000-05-05 |                             | Almere             | NL   | Bevrijdingsfestival | Abel |
| 2000-05-06 | Jeugdhuis Paddenstoel       | Groot-Bijgaarden   | BE   | | |
| 2000-05-07 |                             |                    | NL   | "Paradiso Live", NPS Televisie | |
| 2000-05-12 |                             | Wachtebeke         | BE   | Kasseikesfeesten | |
| 2000-05-13 | Lantaarn                    | Hellendoorn        | NL   | | |
| 2000-05-17 | Tivoli                      | Utrecht            | NL   | | De Mens |
| 2000-05-18 | Poppodium 013               | Tilburg            | NL   | | De Mens |
| 2000-05-19 | Park3                       | Harderwijk         | NL   | | |
| 2000-05-20 |                             | Heusden-Zolder     | BE   | Slotfeest | |
| 2000-05-26 |                             | Roeselaere         | NL   | Festival Schwung 2000 | |
| 2000-05-26 | Donkey Shot                 | Heemskerk          | NL   | | |
| 2000-05-27 | Beveren                     | Roeselaere         | BE   | Schwung Festival | Stranglers, Buzzcocks, The Kids, Shane McGowan & The Popes |
| 2000-05-27 |                             | Westervoort        | NL   | Festival | |
| 2000-05-28 | Vondelpark                  | Amsterdam          | NL   | | |
| 2000-05-31 | Zaal De Zwerver             | Leffinge-Leure     | BE   | De Avonden 2000 | Gorki |
| 2000-06-01 | Lijn 7                      | Eindhoven          | NL   | | |
| 2000-06-01 | Café De Stunt               | Eindhoven          | NL   | | |
| 2000-06-03 | Wantijpark                  | Dordrecht          | NL   | Wantijpop 2000 | |
| 2000-06-09 | So What                     | Gouda              | NL   | | |
| 2000-06-10 |                             | Naaldwijk          | NL   | Flowerpop | Kane, Henk Westbroek & Consorten |
| 2000-06-10 | Zaal Takens                 | Balkbrug           | NL   | | |
| 2000-06-11 | Vrijthof                    | Hilvarenbeek       | NL   | Elastiek Muziek 2000 | Blof |
| 2000-06-11 |                             | Mijdrecht          | NL   | AJOC-festival | Rowwen Hèze, Lichter Laaie |
| 2000-06-16 | Burgerweeshuis              | Deventer           | NL   | | |
| 2000-06-17 |                             | Leusden            | NL   | Puddingpop | Rowwen Hèze, Lichter Laaie |
| 2000-06-18 | Ypestock                    | Heiloo             | NL   | | Bob Color, Grof Geschut, LA Doors, Drippin' Honey |
| 2000-06-23 | Feesttent                   | Borculo            | NL   | | |
| 2000-06-24 | Stationsplein               | Blerick / Venlo    | NL   | ZOKS Festival 2000 | Krezip |
| 2000-06-24 |                             | Sas van Gent       | NL   | Rock Around The Bridge, hoofdact | Vals Licht |
| 2000-06-28 | Doornzele Dries             | Doornzele          | BE   | Rock Voor Specials 2000 | |
| 2000-07-01 |                             |                    | NL   | "Villa BvD", RTL 4 Televisie | |
| 2000-07-01 |                             |                    | NL   | "Leven In De Brouwerij", RTL 5 Televisie | |
| 2000-07-07 |                             | Stompwijk          | NL   | Stomppop | Titt'n |
| 2000-07-08 | Het Stek                    | Hazerswoude-Dorp   | NL   | Stekpop | Farmer John, 4 Neven & 1 Nicht |
| 2000-07-09 |                             | Spijkenisse        | NL   | Spijkpop | Travoltas |
| 2000-07-14 | Time Out                    | Gemert             | NL   | | |
| 2000-07-15 |                             | Petten             | NL   | Seapop. Afgelast vanwege slecht weer | Grof Geschut, The Shavers |
| 2000-07-20 | Waalkade                    | Nijmegen           | NL   | Vierdaagsefeesten 2000 | |
| 2000-07-22 | Oerkracht                   | Lichtenvoorde      | NL   | | |
| 2000-07-23 | Heldenplein                 | Knokke-Heist       | BE   | Kneistival 2000 | |
| 2000-07-23 |                             | Gent               | BE   | Gentse Feesten | |
| 2000-08-12 | Blijpoel                    | Zevergem           | BE   | Zeverrock 2000 | |
| 2000-08-13 |                             | Leuven             | BE   | Marktrock | |
| 2000-08-19 | Tiensestraat-Zandrodestraat | Kortenaken         | BE   | Boerenrock 2000 | |
| 2000-08-26 | Markt                       | Geraardsbergen     | BE   | Zomerkermis | |
| 2000-08-27 |                             | Heerlen            | NL   | Boochfestival | |
| 2000-08-31 | Uithof                      | Utrecht            | NL   | | |
| 2000-09-02 |                             | Wageningen         | NL   | Dutch Music Event | |
| 2000-09-02 | Berghseweg                  | Varsselder         | NL   | Huntenpop | |
| 2000-09-09 |                             |                    | NL   | KinkFM Live, radio opname | |
| 2000-09-09 | Spoorzicht                  | Eerbeek            | NL   | | |
| 2000-09-13 | Club Lek                    |                    | NL   | VPRO Radio 3, in Studio Amstel | |
| 2000-09-20 | De Peppel                   | Zeist              | NL   | | |
| 2000-09-21 | Heverlee                    | Leuven             | BE   | | |
| 2000-09-22 | De Peppel                   | Zeist              | NL   | | |
| 2000-09-23 | R17                         | Grootebroek        | NL   | | |
| 2000-09-30 | De Groene Engel             | Oss                | NL   | | |
| 2000-10-07 | De Koog                     | Noord-Scharwoude   | NL   | | |
| 2000-10-08 | Stairway To Heaven          | Utrecht            | NL   | | |
| 2000-10-14 |                             |                    | NL   | "Kopspijkers", VARA TV3 Televisie | |
| 2000-10-14 | CultuurCentrum Van Gogh     | Zundert            | NL   | | |
| 2000-10-29 | The Move                    | Arnhem             | NL   | BNN Live, radio opname | |
| 2000-11-03 |                             |                    | NL   | "Na Elven", NPS TV2 Televisie | |
| 2000-11-11 | Vagant                      | Balkbrug           | NL   | | |
| 2000-11-18 | Canix                       | Lottum             | NL   | | |
| 2000-11-26 | De Buren                    | Sittard            | NL   | | |
| 2000-12-01 | Zaal Thijssen               | Vlierden           | NL   | | |
| 2000-12-02 | De Beurs                    | Middenmeer         | NL   | | |
| 2000-12-13 | AOR                         | Eindhoven          | NL   | | |
| 2000-12-15 |                             |                    | NL   | "Nationale Nieuwskwis", NCRV TV1 Televisie | |
| 2000-12-16 | 't Zwaantje                 | Deest              | NL   | | |
| 2000-12-24 | Elegast                     | Deventer           | NL   | | |
| 2000-12-26 | Paradiso Grote Zaal         | Amsterdam          | NL   | Kerstshow | Erwin Nijhoff |

## 2001
| DATUM      | LOCATIE                      | PLAATS               | LAND | EXTRA INFO                     | ANDERE BANDS            |
| ---------- | ---------------------------- | -------------------- | ---- | ------------------------------ | ----------------------- |
| 2001-01-12 | De Woeker                    | Oudenaarde           | BE   |                                |                         |
| 2001-02-02 | Bouckenborgh                 | Merksem              | BE   |                                |                         |
| 2001-02-03 | Bibelot                      | Dordrecht            | NL   |                                |                         |
| 2001-02-16 | Groene Engel                 | Oss                  | NL   |                                |                         |
| 2001-03-10 | Het Kasteel                  | Alphen aan den Rijn  | NL   |                                |                         |
| 2001-03-22 | Speakers                     | Delft                | NL   |                                |                         |
| 2001-03-23 | Tagrijn                      | Hilversum            | NL   |                                |                         |
| 2001-04-20 | Iduna                        | Drachten             | NL   |                                |                         |
| 2001-05-11 |                              | Heusden              | NL   |                                |                         |
| 2001-05-12 | Valkhofpark                  | Nijmegen             | NL   |                                |                         |
| 2001-05-18 | Gigant                       | Apeldoorn            | NL   |                                |                         |
| 2001-06-03 | Vondelpark                   | Amsterdam            | NL   |                                |                         |
| 2001-06-16 | Soos                         | Klaaswaal / Almkerk  | NL   |                                |                         |
| 2001-06-30 | Geinbeat                     | Nieuwegein           | NL   |                                |                         |
| 2001-07-28 |                              | Melsele              | BE   | Dorpsfeesten                   | Spachha                 |
| 2001-08-11 | Grote Markt                  | Sint-Truiden         | BE   |                                |                         |
| 2001-08-19 |                              | Adegem               | BE   | Apostelfeesten                 |                         |
| 2001-08-25 | Aardappelschuur              | Esbeek               | NL   | KPJ-feest                      | The Scene               |
| 2001-09-01 | Sportpark KGB                | Bovenkarspel         | NL   | Westfries Pop Festival 2001    |                         |
| 2001-09-07 | Ontmoetingscentrum De Voncke | Heule                | BE   | Tinekesfeesten 2001            |                         |
| 2001-09-08 | Waalkade                     | Tiel                 | NL   | Appelpop 2001                  | Within Temptation, Kane |
| 2001-09-14 | Buk Buk                      | Heiloo               | NL   |                                |                         |
| 2001-09-15 | Sporthal Oostmeer            | Berkel en Rodenrijs  | NL   |                                |                         |
| 2001-10-26 | De Kade                      | Zaandam              | NL   |                                |                         |
| 2001-10-27 | De Aap                       | Breezand             | NL   |                                |                         |
| 2001-11-02 | De Peppel                    | Zeist                | NL   |                                |                         |
| 2001-11-02 | De Groene Engel              | Oss                  | NL   |                                |                         |
| 2001-11-08 | Speakers                     | Delft                | NL   |                                |                         |
| 2001-11-10 | P60                          | Amstelveen           | NL   |                                |                         |
| 2001-11-15 | Café Heezen                  | Steenderen           | NL   |                                |                         |
| 2001-11-16 | Hedon                        | Zwolle               | NL   |                                |                         |
| 2001-11-17 | Witte Theater                | IJmuiden             | NL   |                                |                         |
| 2001-11-18 | Café Zaal Heezen             | Steenderen           | NL   |                                |                         |
| 2001-11-22 | Poppodium 013                | Tilburg              | NL   | CD-opnames live cd "Meer Niet" |                         |
| 2001-11-23 | Tagrijn                      | Hilversum            | NL   |                                |                         |
| 2001-11-24 | Tent                         | Ruisbroek            | BE   | Chiro-rock                     | ABN                     |
| 2001-11-29 | Theater Romein               | Leeuwarden           | NL   |                                |                         |
| 2001-11-30 | Park3                        | Harderwijk           | NL   |                                |                         |
| 2001-12-02 | De Koog                      | Noord-Scharwoude     | NL   |                                |                         |
| 2001-12-06 | Het Kasteel                  | Alphen aan den Rijn  | NL   |                                |                         |
| 2001-12-07 | Tivoli                       | Utrecht              | NL   |                                |                         |
| 2001-12-08 | Willemeen                    | Arnhem               | NL   |                                |                         |
| 2001-12-13 | Patronaat                    | Haarlem              | NL   |                                |                         |
| 2001-12-14 | Hof Ter Loo                  | Borgerhout/Antwerpen | BE   | Belgisch afscheidsconcert      | Ernst                   |
| 2001-12-15 | Bibelot                      | Dordrecht            | NL   |                                |                         |
| 2001-12-22 | Gigant                       | Apeldoorn            | NL   |                                |                         |
| 2001-12-23 | Tavenu                       | Waalwijk             | NL   |                                |                         |
| 2001-12-24 | Paradiso Grote Zaal          | Amsterdam            | NL   |                                |                         |
| 2001-12-29 | De IJsbreker                 | Leusden              | NL   |                                |                         |
| 2001-12-30 | LVC                          | Leiden               | NL   | Afscheidsconcert               |                         |

## 2010
| DATUM      | LOCATIE | PLAATS | LAND | EXTRA INFO                                                        | ANDERE BANDS |
| ---------- | ------- | ------ | ---- | ----------------------------------------------------------------- | ------------ |
| 2010-06-19 |         |        | NL   | Eenmalig optreden op huwelijksfeest Phil Tilli, "Een Dag Zo Mooi" |              |

## 2022
| DATUM      | LOCATIE  | PLAATS    | LAND | EXTRA INFO | ANDERE BANDS |
| ---------- | -------- | --------- | ---- | --- | ------------ |
| 2022-12-16 | Concerto | Amsterdam | NL   | Signeersessie en vijf live nummers door Rick de Leeuw, Phil Tilli, Theo Vogelaars, Gerben Ibelings, Rob de Weerd. Ter gelegenheid vinylrelease album ">TK" |              |